# 冰川 (火星)

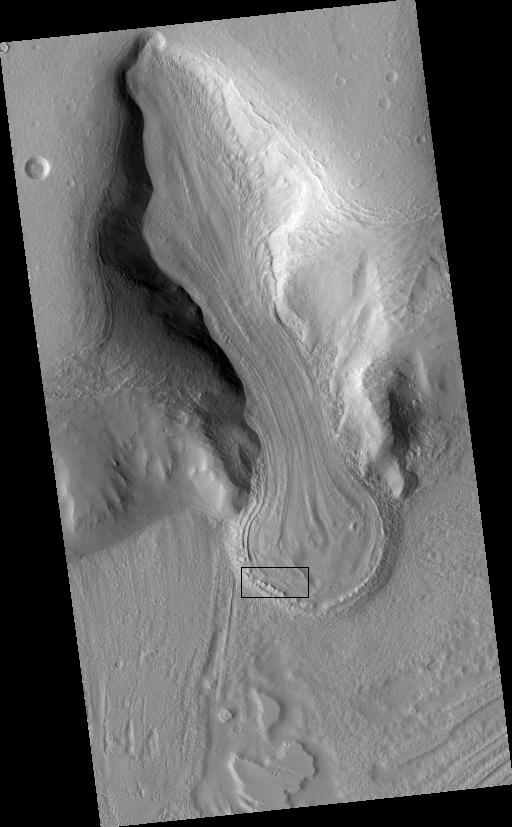
高分辨率成像科学设备拍摄的火星冰川，冰川沿山谷向下移动，然后在平原上扩散开来。流动的证据来自地表上众多的划痕，冰川末端的边缘脊可能是冰碛。位置为伊斯墨诺斯湖区的普罗敦尼勒斯桌山群。

冰川，宽泛地定义为当前或最近流动的积冰，被认为存在于现代火星表面大片特定的区域，并推断在过去某些时候曾可能分布得更广。地表上凸起的叶状特征，即显示出非牛顿流特征的粘性流体和舌状岩屑坡，现在几乎被一致认为是真正的冰川。
然而，地表上的其他各种特征如锐蚀地形、线状谷底沉积、同心坑沉积和弧岭等也被解释为与冰流动直接有关，而在中纬度和极地地区图像中所看到的各种表面纹理也认为与冰川升华有关系。
如今，被解释为冰川的地貌主要仅限于纬度约30度的极向纬度带，在伊斯墨诺斯湖区发现了特别的丰度。根据目前的火星大气模型，水冰如暴露在火星中纬度地表，应该是不稳定的。因此，人们认为大多数冰川必须覆盖一层碎石或尘埃，以阻止水蒸气从升华的冰层中自由转移到空气中。这也表明，在最近的地质史中，火星气候一定有所不同，才能让冰川在这些纬度稳定增长。这也提供了表明过去火星倾角发生过重大变化的有利证据，这一点可通过火星轨道建模得到独立证明。过去冰川作用的证据也出现在热带地区数座火星火山的山峰上。
就像地球上的冰川一样，火星上的冰川也不是纯净的水冰。许多被认为含有相当大比例的碎屑，其中相当一部分可更准确地描述为岩石冰川。由于多年来，推测的冰川地貌集中区-中纬度区，所模拟的水冰并不稳定，所以人们认为火星上几乎所有的冰川都是岩石冰川。然而，最近由火星勘测轨道飞行器上沙拉德雷达进行的直接观测证实，至少有一些特征是相对纯净的水冰，因此是真正的冰川。一些研究者还声称，在某些罕见条件下，火星上形成了固体二氧化碳冰川。
有些景观看起来就像地球上从山谷中流出的冰川，有些中间似乎被淘空，看上去像所有积冰都已消融，只剩下冰碛—冰川携带的泥土和碎屑的冰川遗迹。这些所谓的山岳冰川被称为类冰川形态（GLF）或类冰川流（GLF）。类冰川形态是一条更晚出现的术语，可能更准确，因为我们无法确定该结构目前是否在移动。另一条有时出现在文献中的更一般性术语是粘性流特征（VFF）。

## 雷达研究
火星勘测轨道飞行器浅层雷达（SHARAD）进行的研究表明，舌状岩屑坡（LDA）和线状谷底沉积（LVF）中含有纯水冰，上面覆盖着一层将它们隔开的薄薄岩石。在南半球和北半球都发现了冰。尼尔斯·玻尔研究所的研究人员结合雷达观测与冰流建模，认为火星所有冰川中的冰相当于一层可覆盖整个火星表面1.1米厚的冰层。冰仍然存在的事实表明，一层厚厚的尘埃保护了冰，而当前火星上的大气条件是，任何暴露的水冰都会升华。

## 气候变化
人们认为，当火星的轨道倾斜与现在有很大不同时（该行星自转轴有相当大的“摆动”，这意味着它的角度会随时间而变化），冰就会积聚起来。数百万年前，火星自转轴的倾斜度为45度，而不是现在的25度。它的倾斜度，也称为倾角，变化很大，因为它的两颗小卫星不能像我们的月球一样稳定它。
火星上的许多地貌，尤其是伊斯墨诺斯湖区，被认为含有大量的冰。关于冰的起源，最流行的模型是该行星自转轴倾斜度的巨大变化所引起的气候转变。有时倾斜角度甚至超过80度，倾斜角度的巨大变化解释了火星上许多富冰的特征。
研究表明，当火星的倾角从目前的25度上升至45度时，两极的冰就不再稳定。此外，在如此高的倾角下，储存的固体二氧化碳（干冰）会升华，从而增加了大气压，气压的增加又会使更多的尘埃滞留在大气中，大气中的水分会以雪或冰的形式落到尘埃颗粒上，计算表明这种物质将汇集在中纬度地区。火星大气环流模型预测了富冰尘埃会在发现富冰特征的同一地区聚集。当倾角开始回复到较低值时，冰开始升华（直接变成气体）并留下尘埃。滞留的沉积物覆盖了下方的物质，因此，随着每次高倾斜水平的循环，就会留下一些富冰的覆盖层，平整的地表覆盖层可能只代表相对较新的物质。

## 地貌

### 同心坑沉积、线状谷底沉积和舌状岩屑坡
有几种类型的地貌已被确认可能是覆盖着泥土和岩石碎屑的巨大冰积物。同心坑沉积（CCF）包含数十到数百道同心脊，这些同心脊是由陨坑中有时厚达数百米的冰移动堆积而成；线状谷底沉积（LVF）是谷底中的突脊线，这些线纹可能是随其他冰川沿山谷向下移动所形成；有些冰川似乎来自桌山和地垛周围的物质，它们被称为舌状岩屑坡（LDA）。所有这些被认为含有大量水冰的地貌都位于南、北半球的中纬度地区。这些区域有时被称为锐蚀地形，因为它有时会被改变。借助火星全球探勘者号和火星勘测轨道飞行器上的高分辨率相机，我们发现舌状岩屑堆、线状谷底沉积和同心坑沉积的表面具有类似人脑表面的复杂脊状褶皱，其中宽脊被称为细胞闭合型脑纹地形，不太常见的窄脊则称为细胞开放型脑纹地形。人们认为，宽厚的细胞闭合型地形内仍包裹着冰核，当冰核最终消失时，宽脊中心会塌陷，形成窄脊的开放型脑纹地形。今天，人们普遍认为，类冰川形态、舌状岩屑坡、线状谷底沉积和同心坑沉积都是相关的，都具有相同的表面纹理。山谷中的类冰川形态和斗状壁凹可能会与其他形态结合，形成舌状岩屑坡。当两侧相对的舌状岩屑坡汇聚到一起时，则会形成线状谷底沉积。
这些特征中很多都可在北半球火星分界区附近找到，主要分布于0度到东经70度之间。在这一地区附近，有以古代名称命名的都特罗尼勒斯桌山群、普罗敦尼勒斯桌山群和尼罗瑟提斯桌山群。

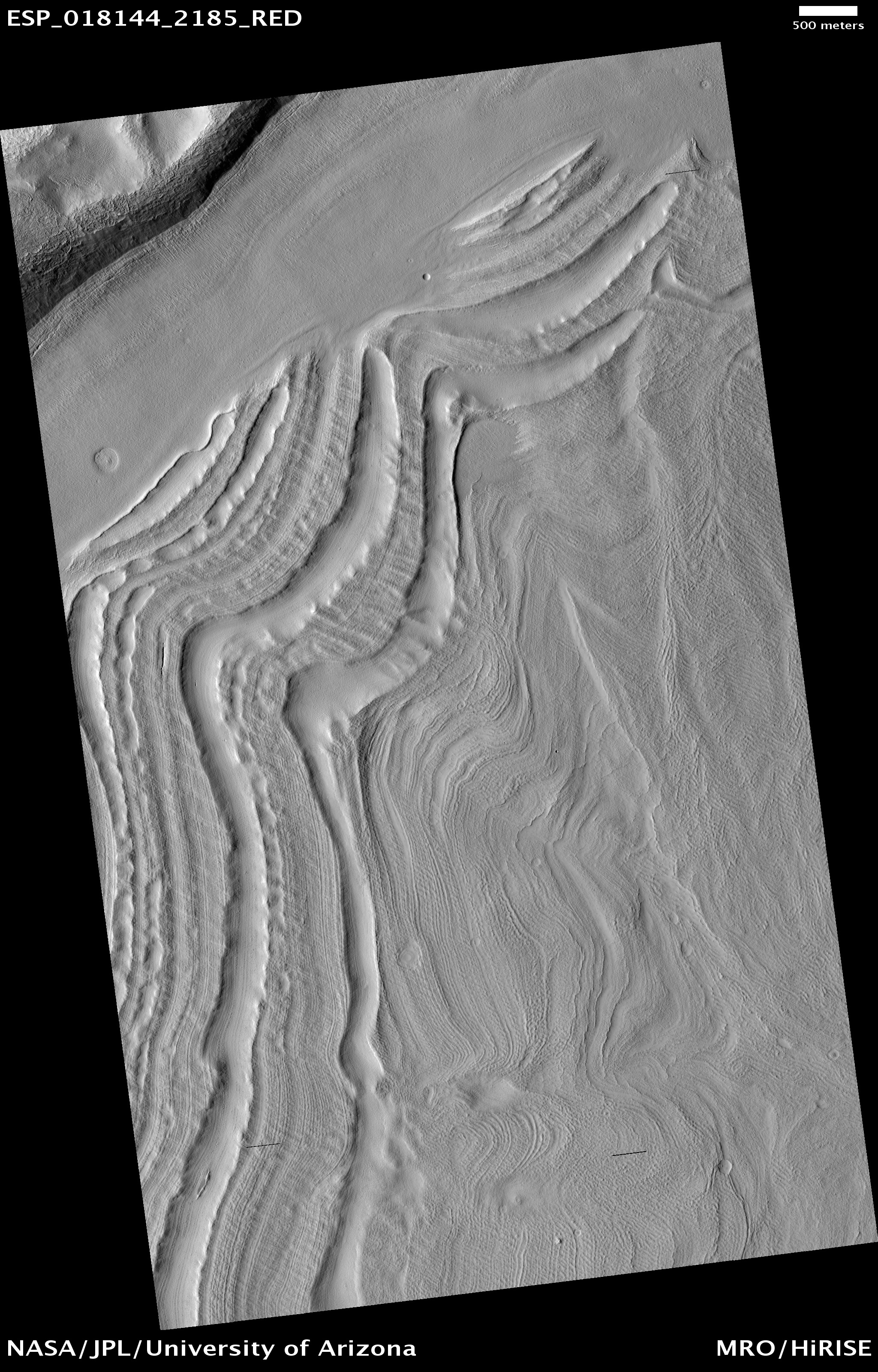
HiWish计划下高分辨率成像科学设备看到的发育良好的凹地。凹地位于带有同心坑沉积的陨坑坑底。地点为卡西乌斯区。
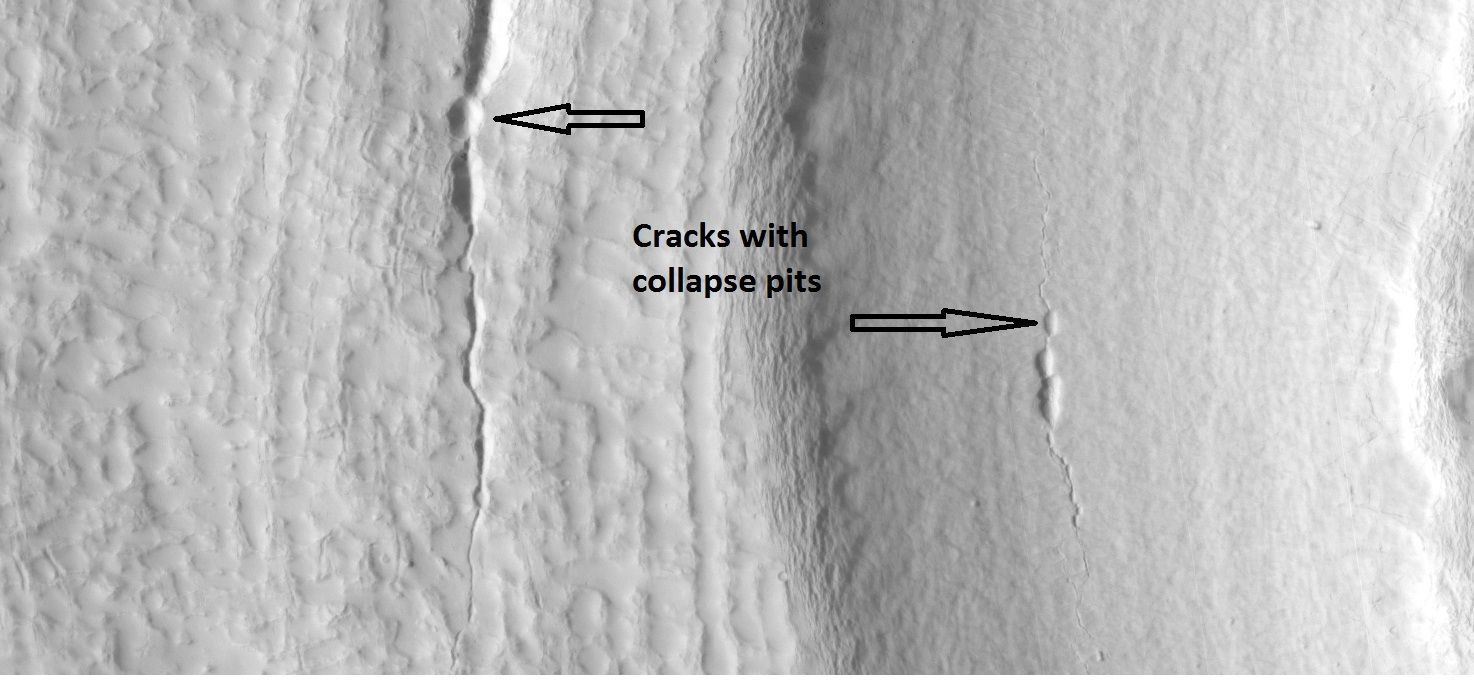
显示了一座坑底含有凹洞的裂缝特写，该陨坑分布有同心坑沉积，HiWish计划下高分辨率成像科学设备拍摄。地点为卡西乌斯区。
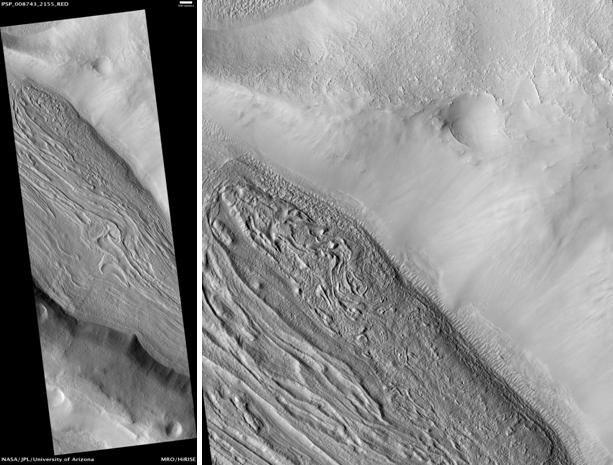
高分辨率成像科学设备拍摄的科勒槽沟线状谷底沉积，比例尺500米，地点是伊斯墨诺斯湖区。
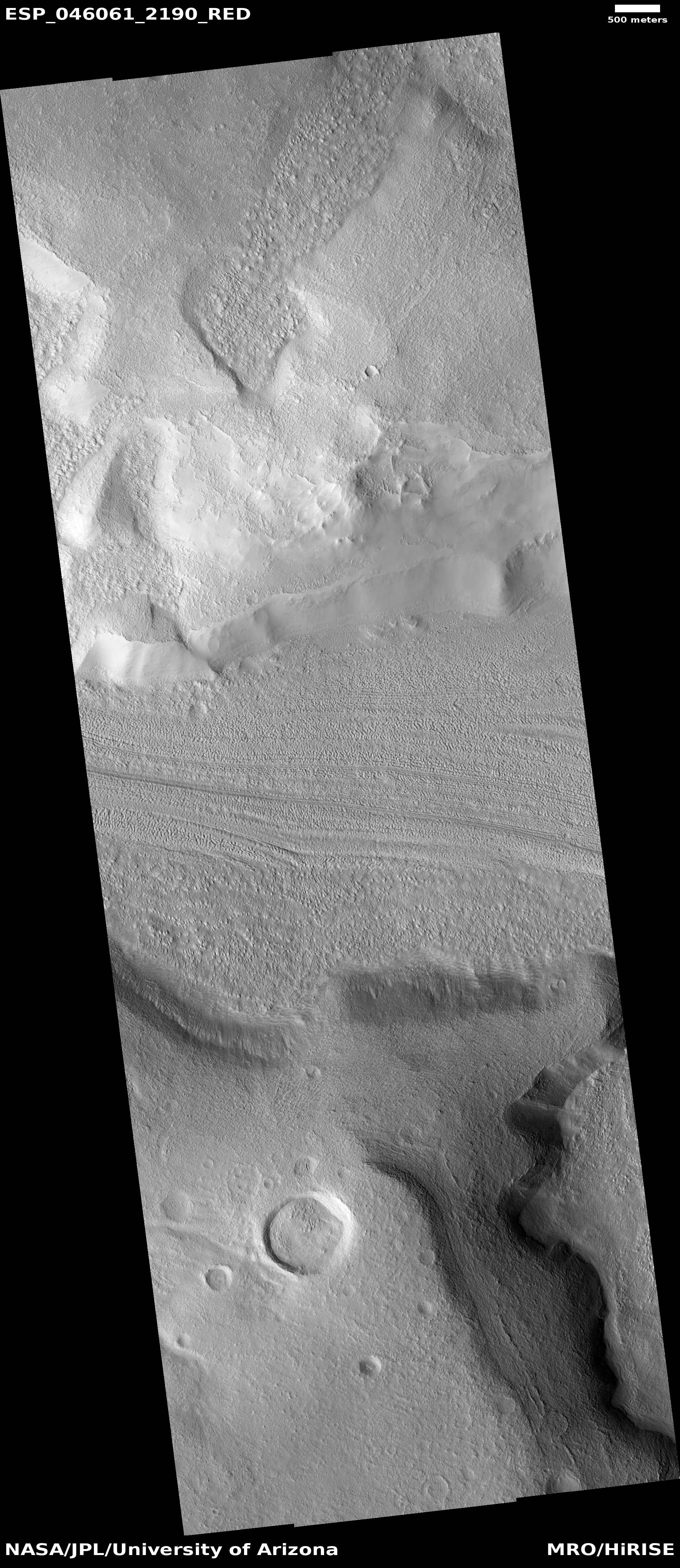
HiWish计划下高分辨率成像科学设备拍摄的伊斯墨诺斯湖区线状谷底沉积。
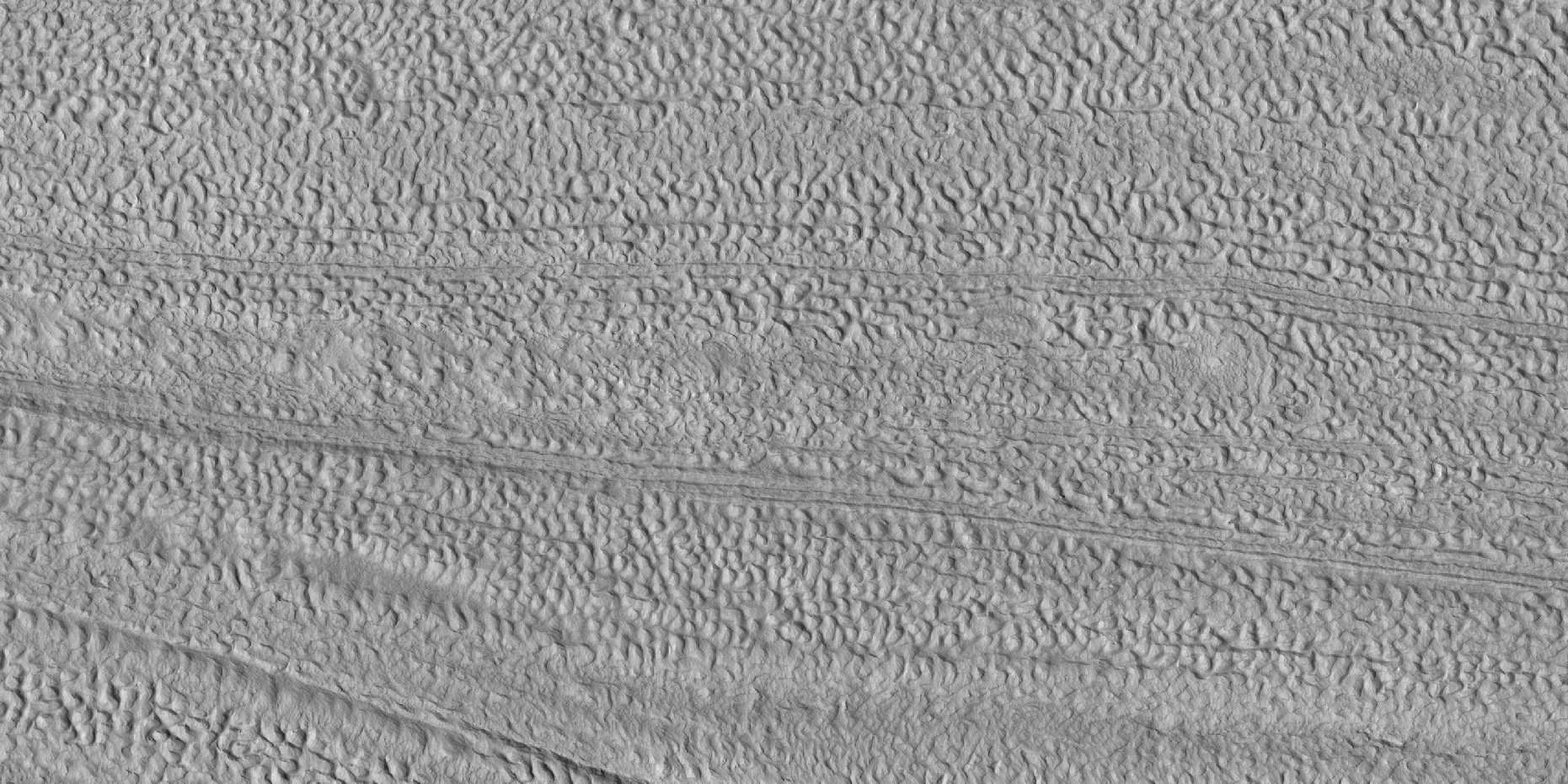
HiWish计划下高分辨率成像科学设备拍摄的伊斯墨诺斯湖区线状谷底沉积近景。
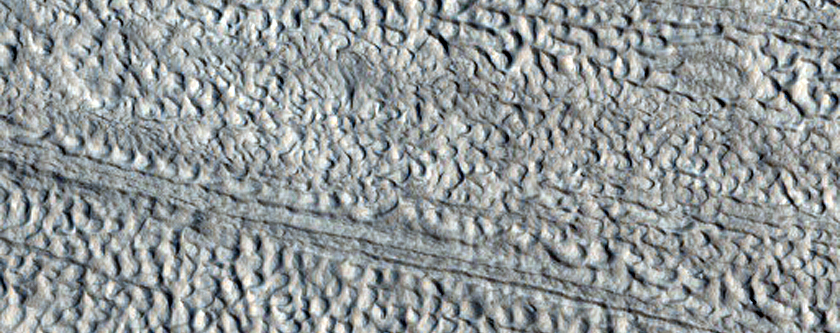
HiWish计划下高分辨率成像科学设备拍摄的伊斯墨诺斯湖区线状谷底沉积近距彩色视图。
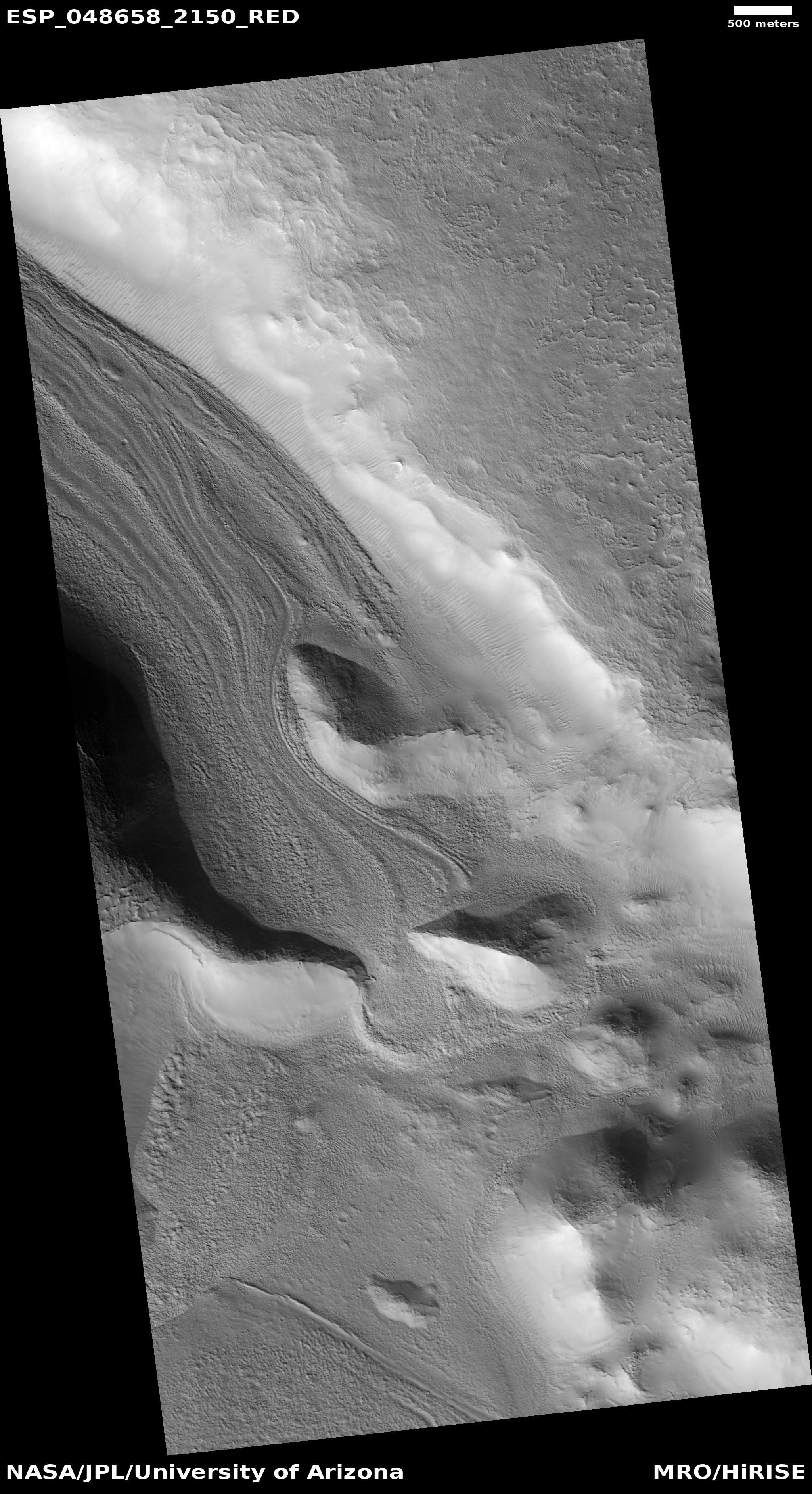
HiWish计划下高分辨率成像科学设备显示的山谷线状谷底沉积，线性谷底流是由冰移动所引起，地点为卡西乌斯区。
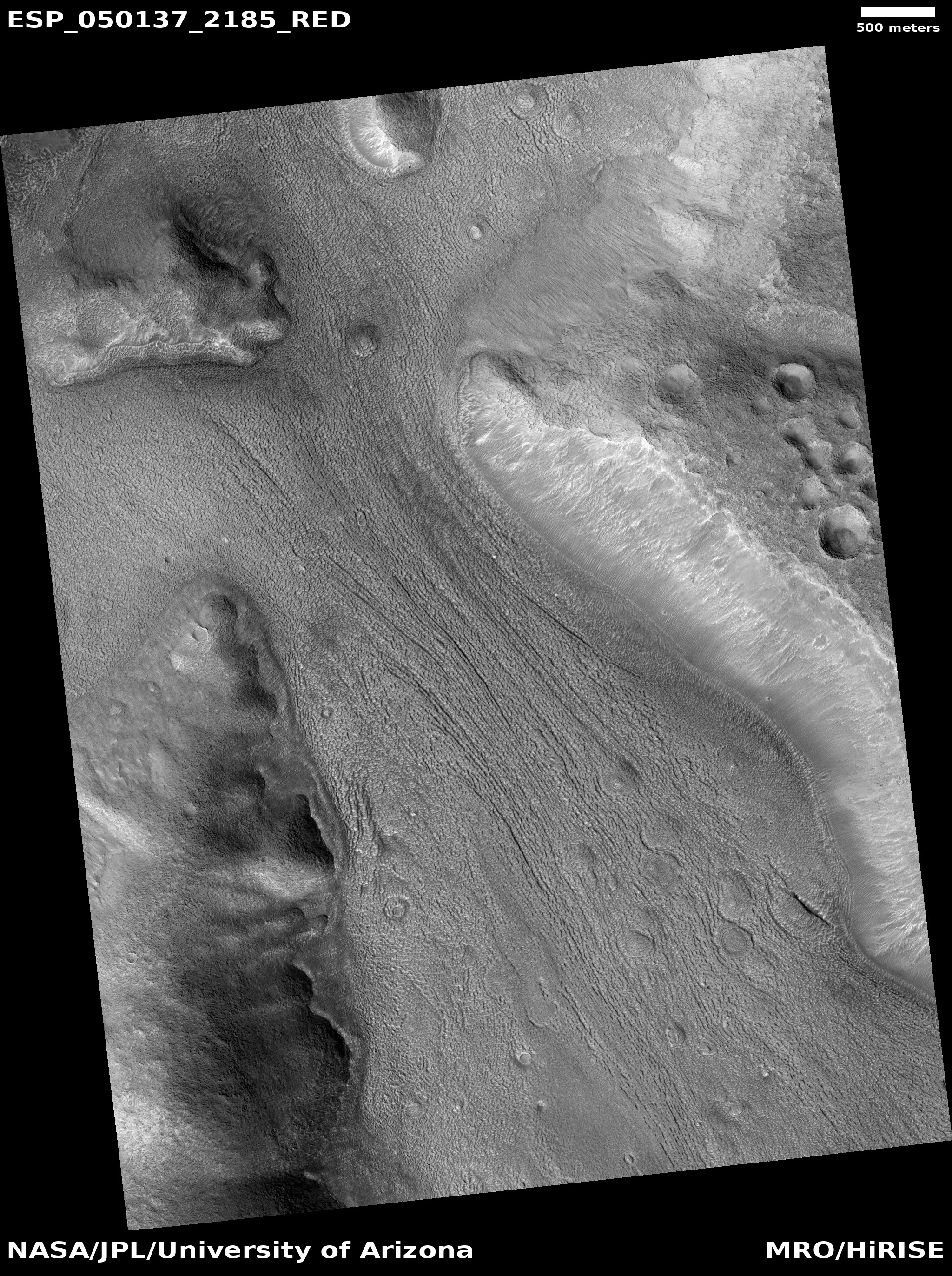
HiWish计划下高分辨率成像科学设备显示的线状谷底沉积，线状谷底流是被岩屑覆盖的冰，地点是伊斯墨诺斯湖区。
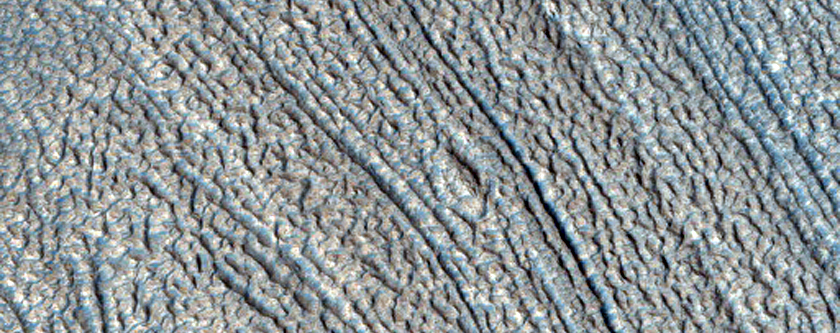
HiWish计划下高分辨率成像科学设备显示的线状谷底沉积彩色近景图
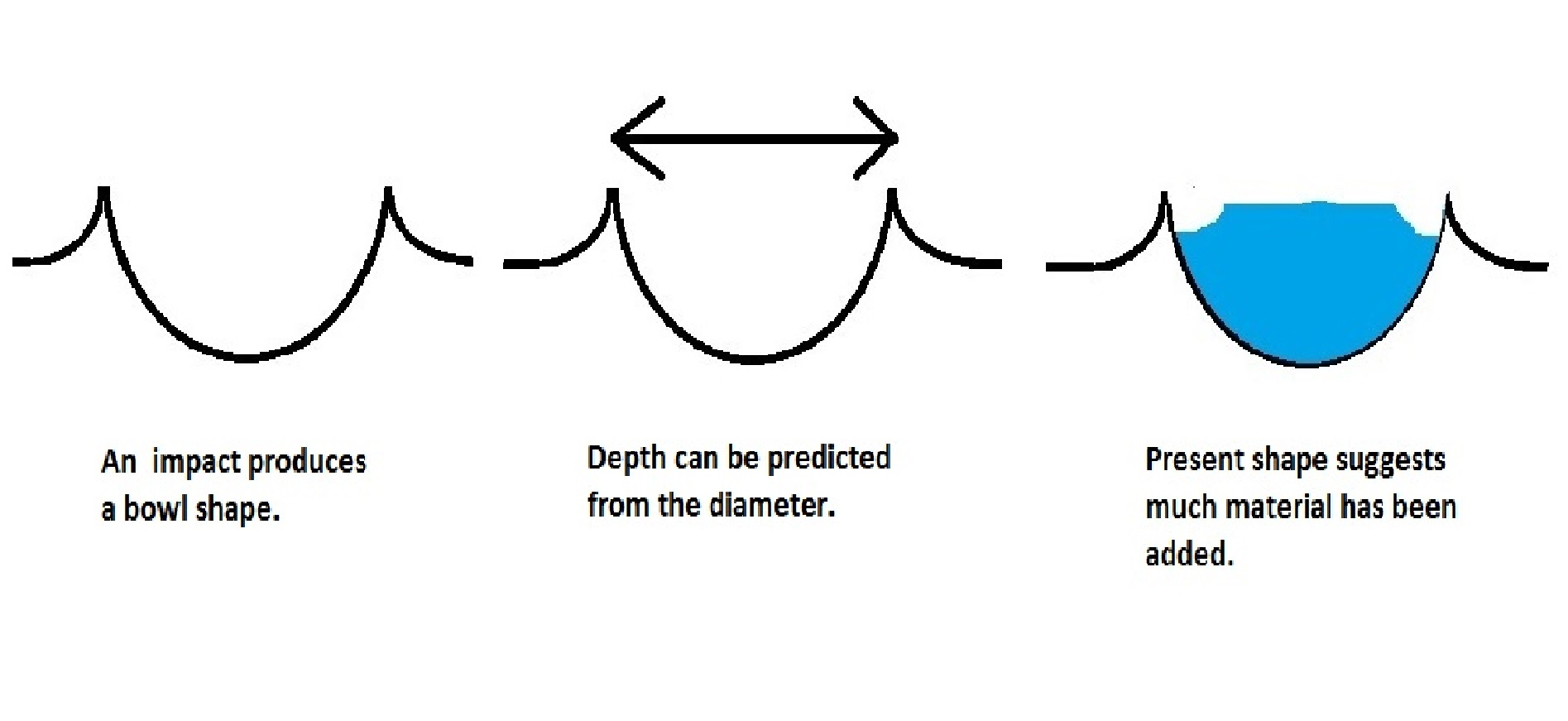
该系列图示解释了为何研究人员认为许多陨石坑都填满了富冰物质。根据观测到的直径可预测陨坑的深度。许多陨石坑几乎都是满的，而非碗状。因此，人们认为，由于它们形成于撞击，因此获得了大量的材料，许多其它的物质可能是从天而落的冰，如雪或冰核尘埃。
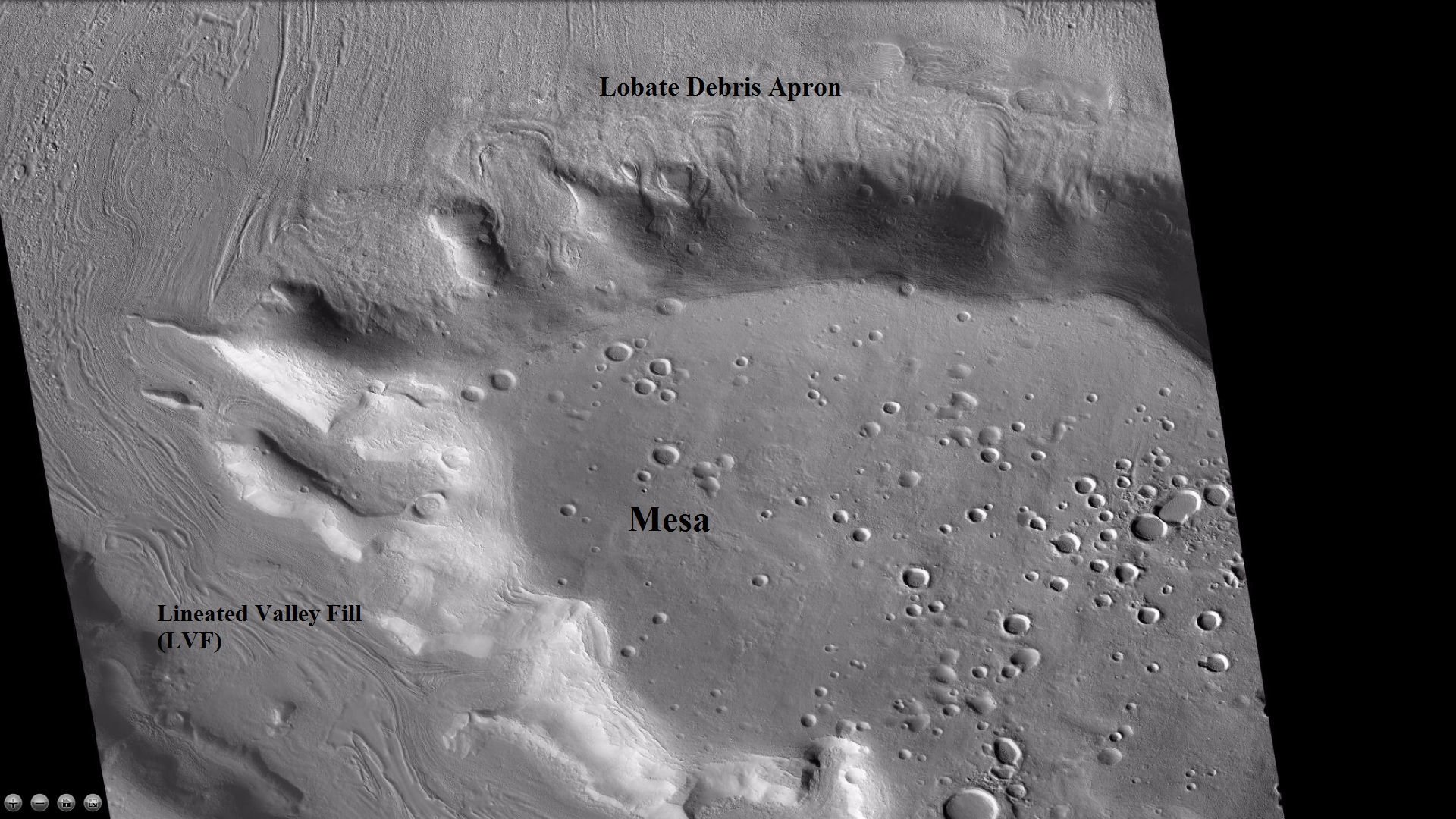
背景相机拍摄的桌山广角图显示了舌状岩屑坡和线状谷底沉积，这两者都被认为是被碎屑覆盖的冰川，地点是伊斯墨诺斯湖区。
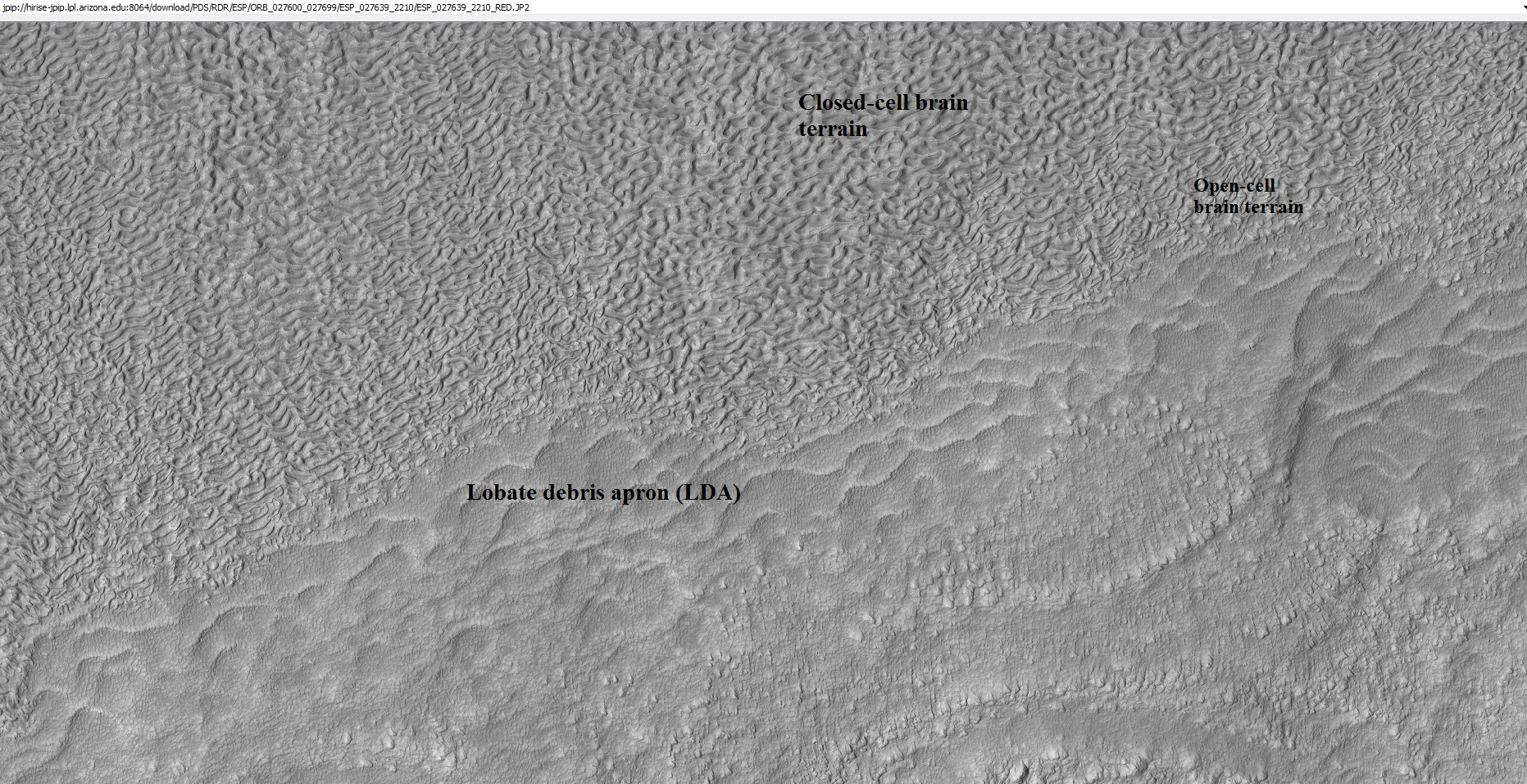
上一幅桌山图像中的舌状岩屑坡特写，该图片显示了细胞开放型脑纹地形和更常见的细胞闭合型脑纹地形。细胞闭合型脑纹地形被认为里面包有一颗冰核。
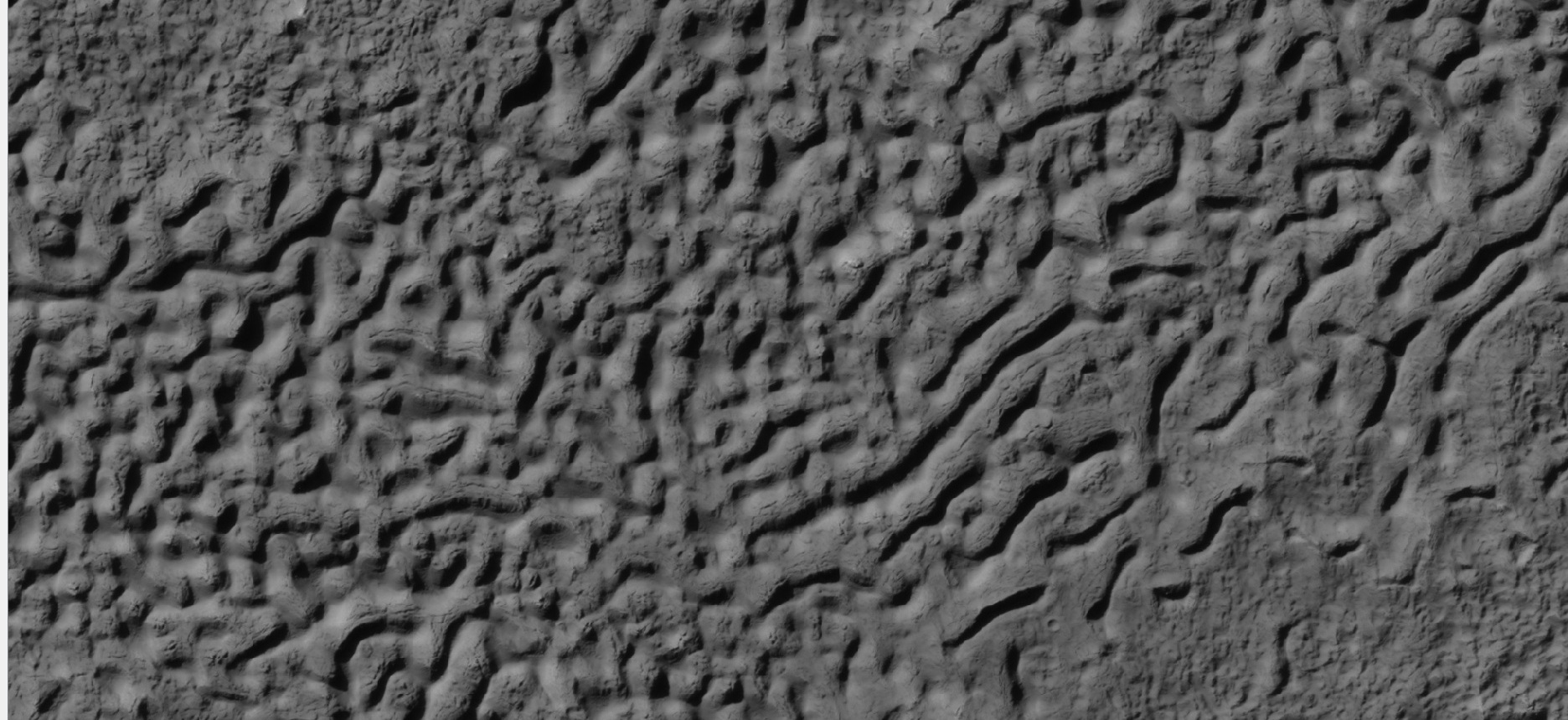
HiWish计划下高分辨率成像科学设备显示的细胞闭合型脑纹地形，这种类型的表面常见于舌状岩屑坡、同心坑沉积和线状谷底沉积。
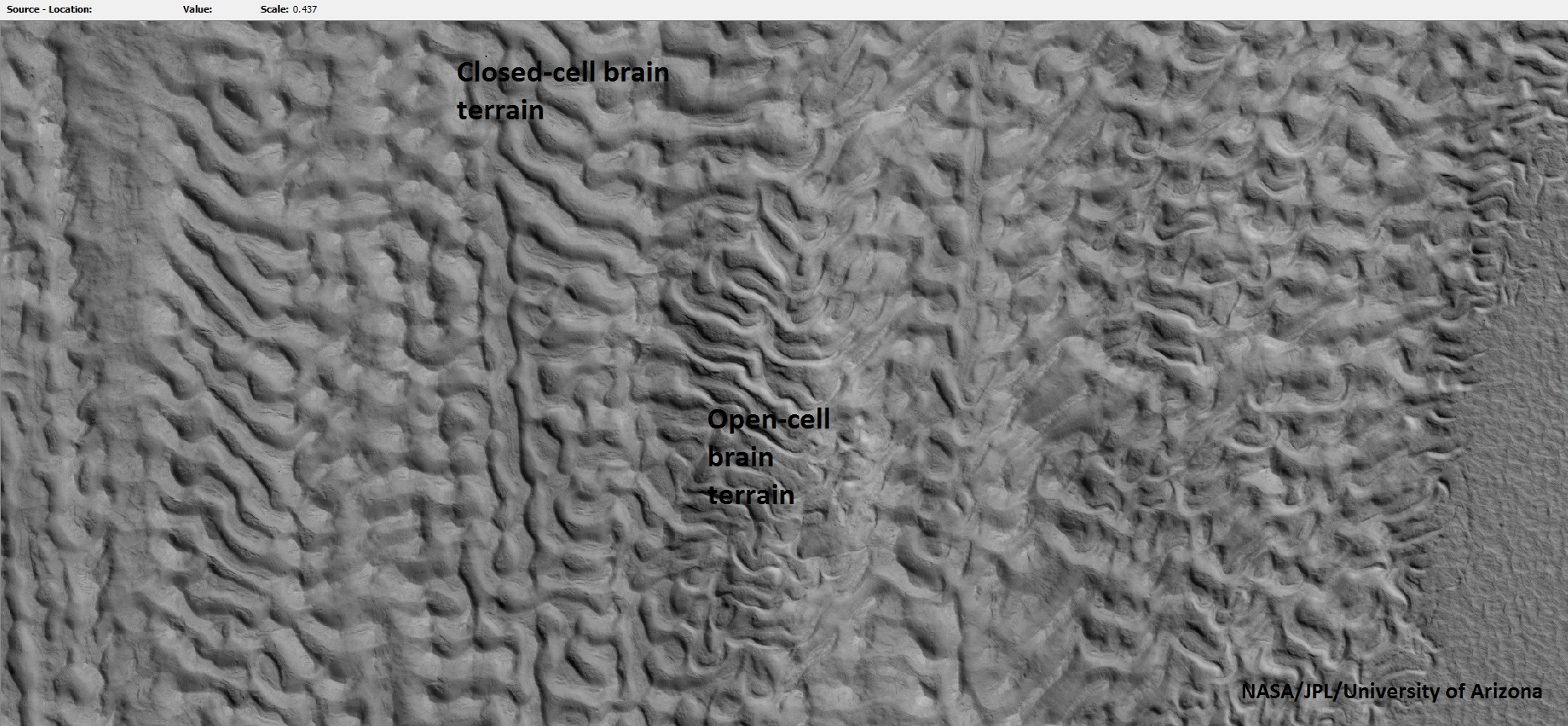
HiWish计划下高分辨率成像科学设备显示的细胞开放和闭合型脑纹地形。
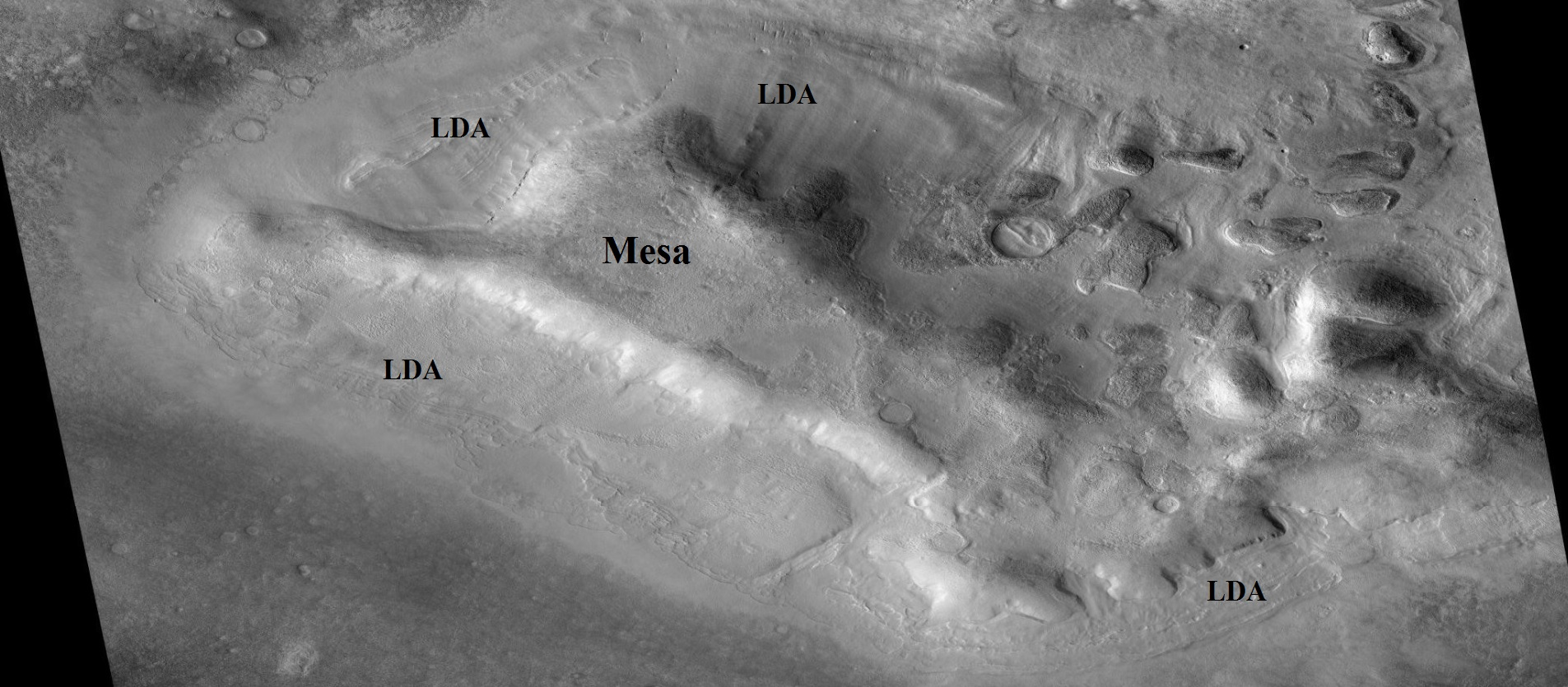
背景相机显示的桌山周围的舌状岩屑坡，桌山和舌状岩屑坡已被标注，以显示二者之间的关系。雷达研究已确认舌状岩屑坡中含有水冰，因此，它们对于未来火星定居者可能很重要。位置是 伊斯墨诺斯湖区。
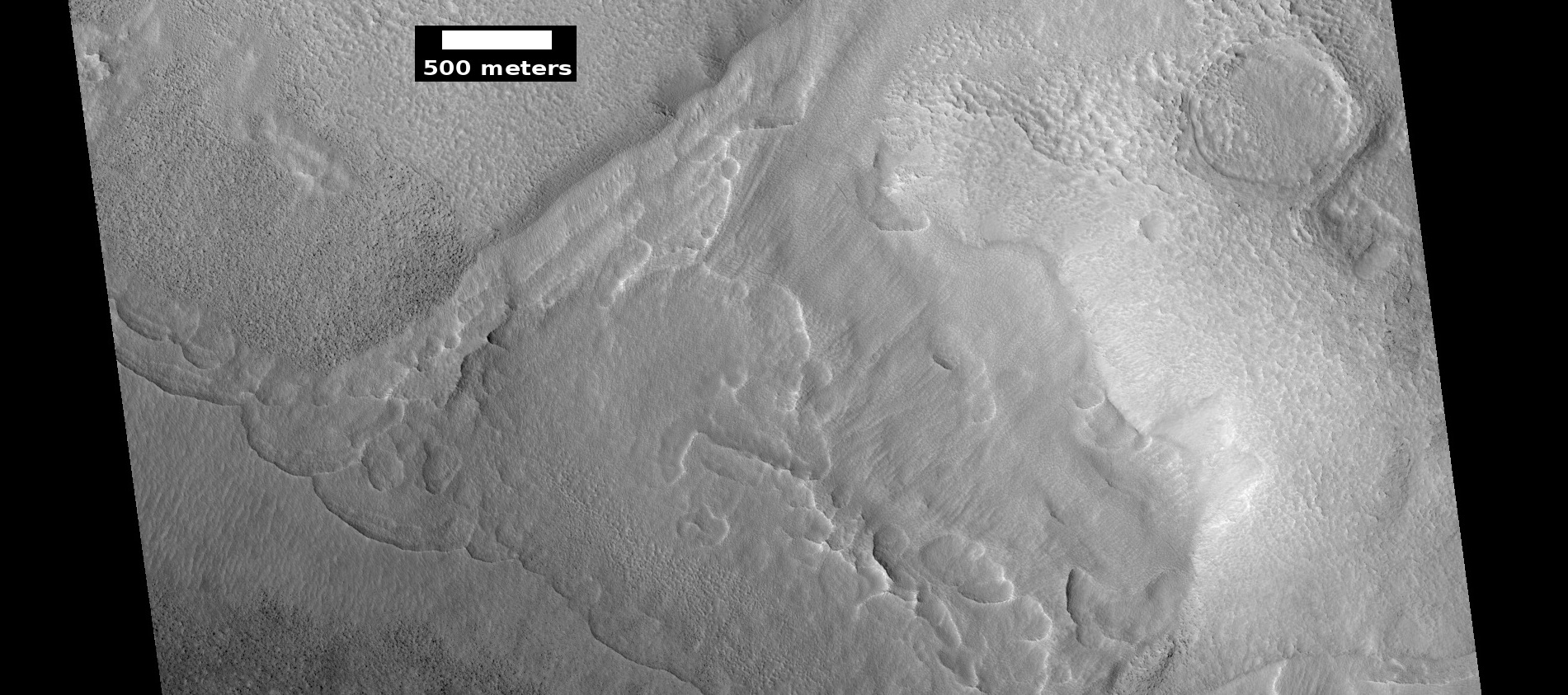
显示带有舌状岩屑坡和线状谷底沉积的桌山及地垛广角背景相机图，地点是伊斯墨诺斯湖区。
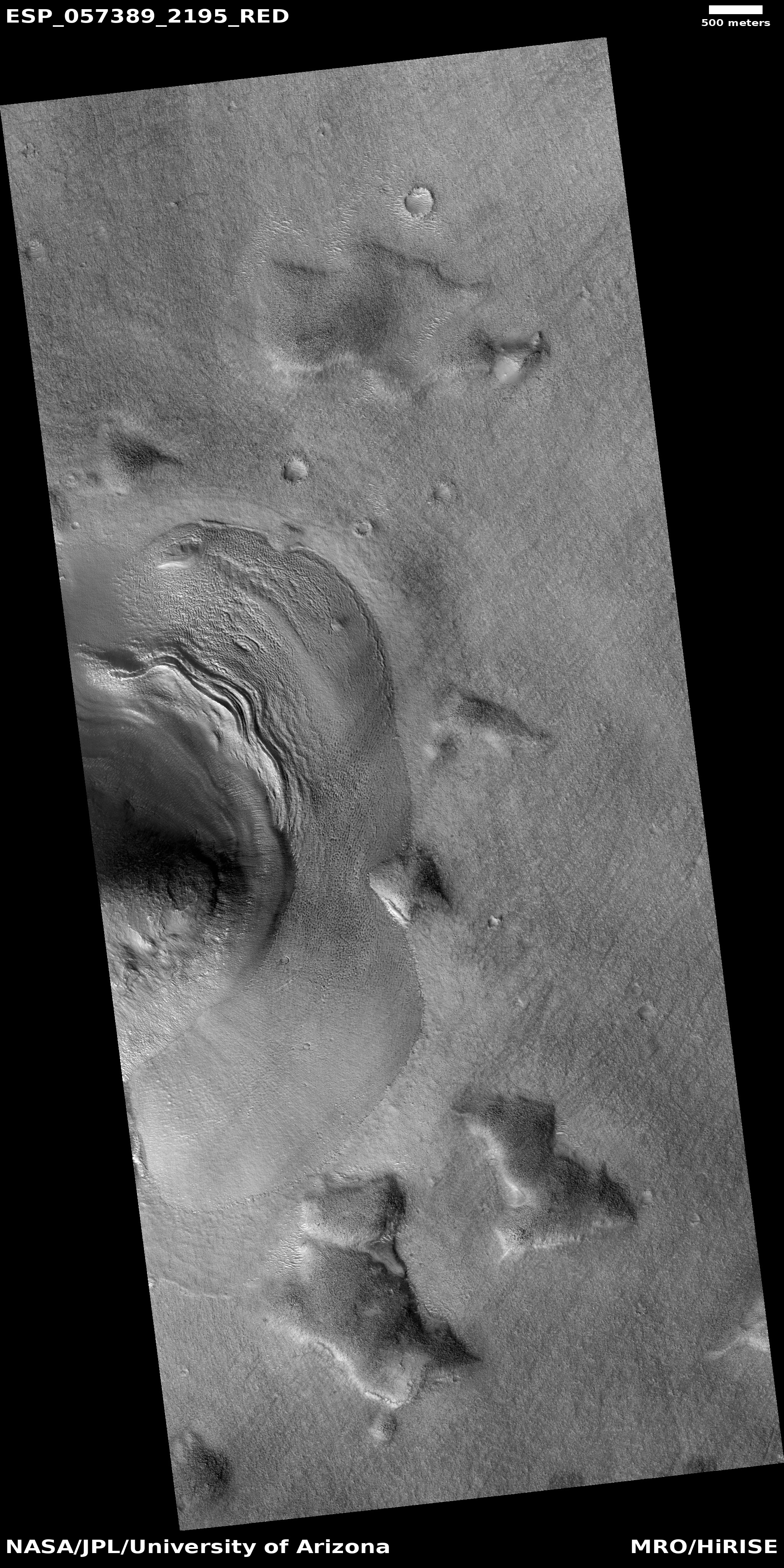
HiWish计划下高分辨率成像科学设备显示的桌山周围的舌状岩屑坡
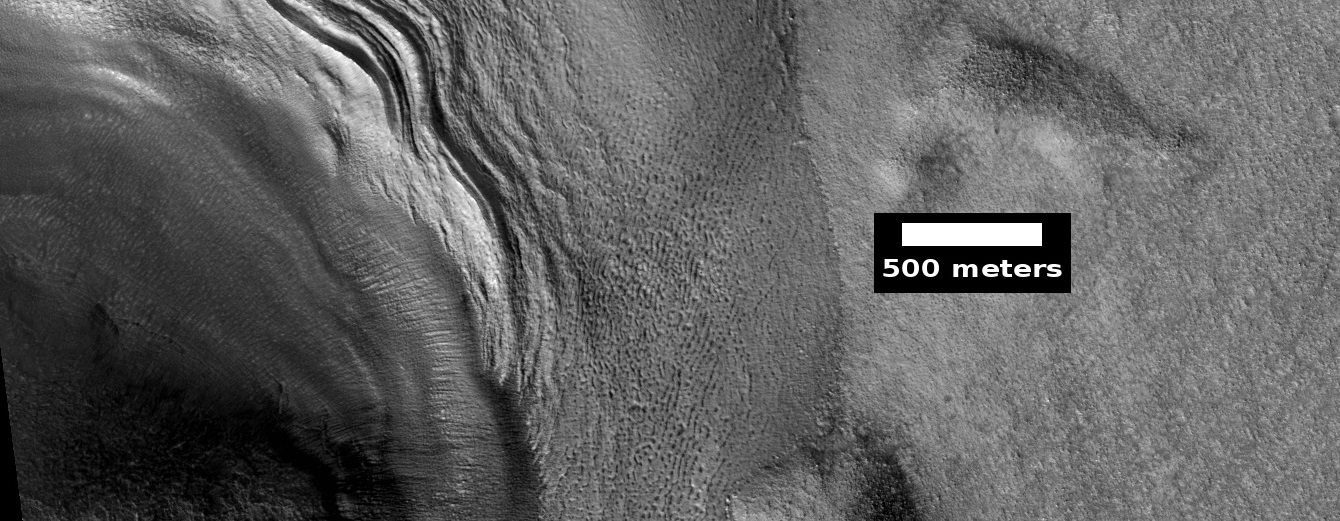
HiWish计划下高分辨率成像科学设备显示的桌山周围的舌状岩屑坡近景，可看到脑纹地形。
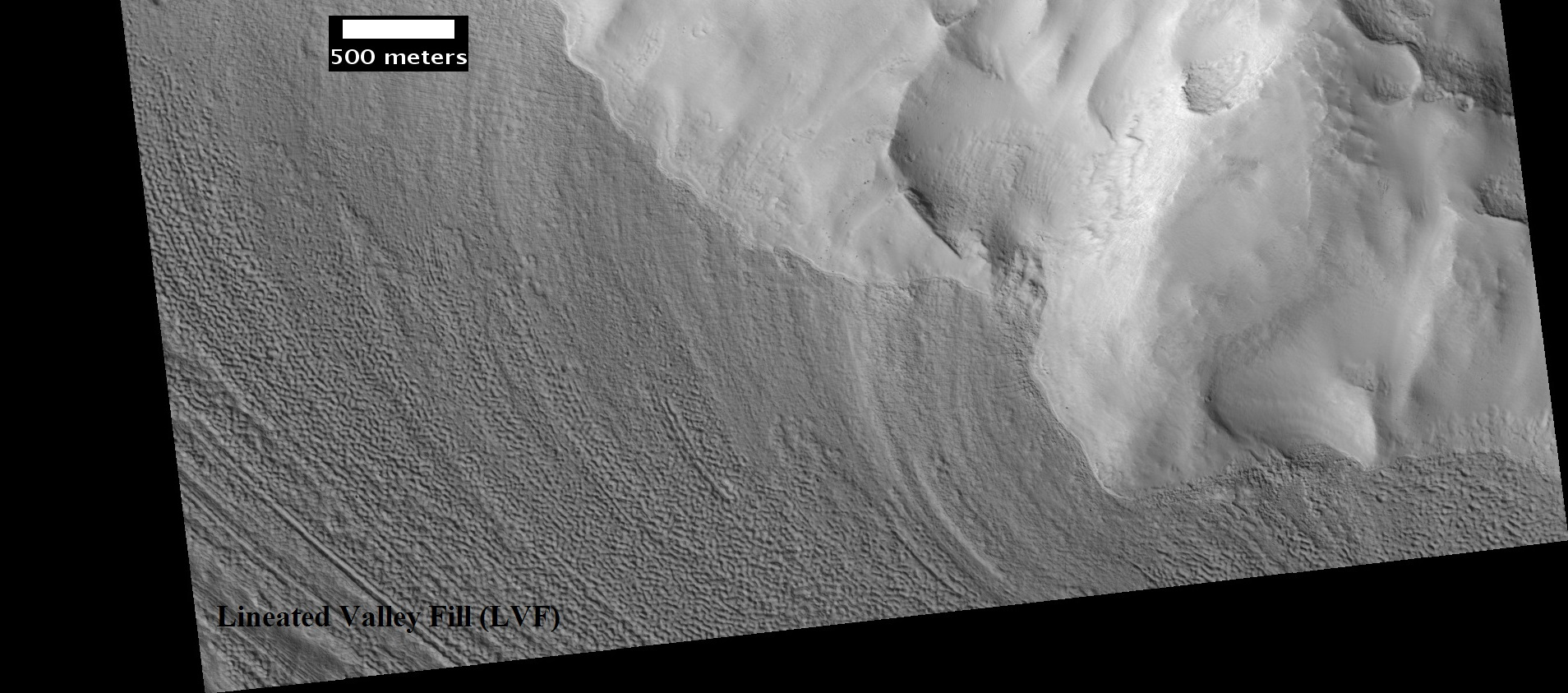
HiWish计划下高分辨率成像科学设备显示的线状谷底沉积特写，注意：这是前一幅背景相机图像的放大版。

### 舌状冰川
一些从山上流下冰川，被障碍物和山谷塑造成舌头形状。

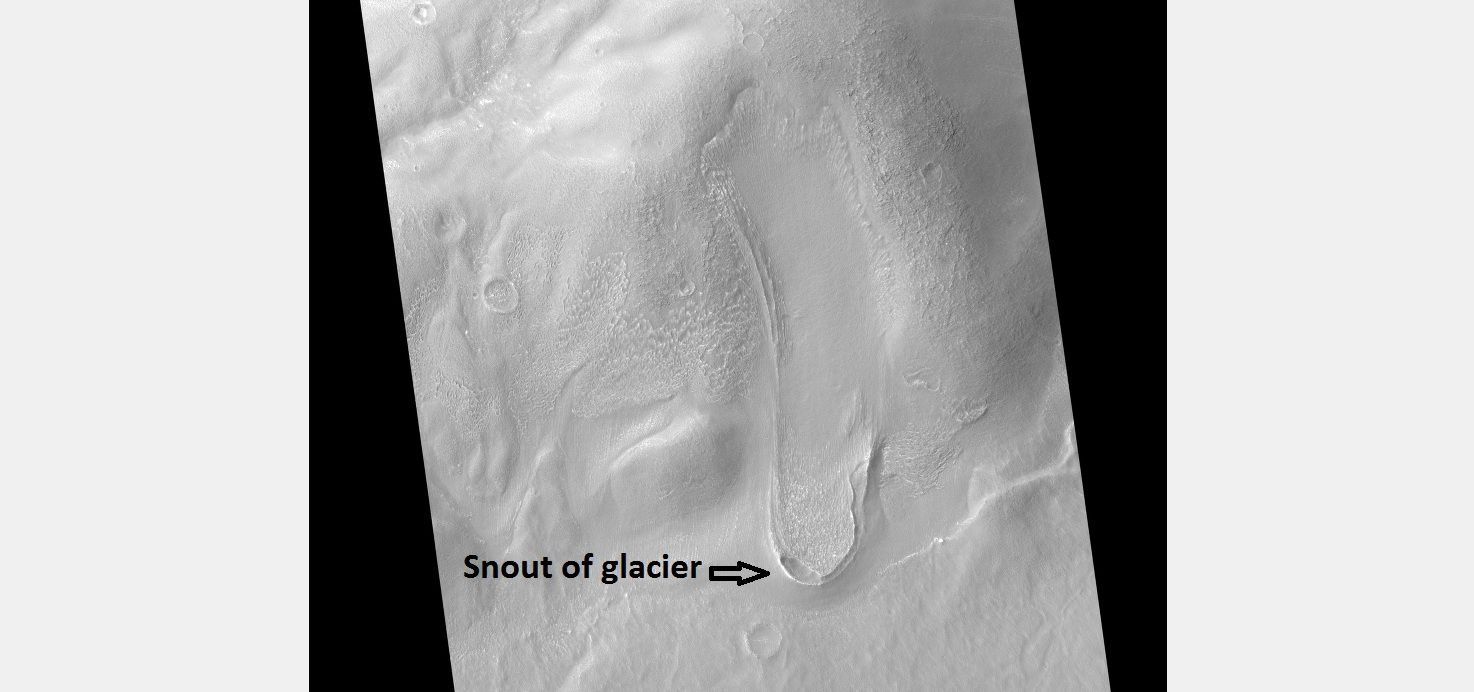
HiWish计划下高分辨率成像科学设备显示的舌状冰川。即使在今天，冰川中可能也存在有被一层泥土隔开在下方的水冰，地点是希腊区。
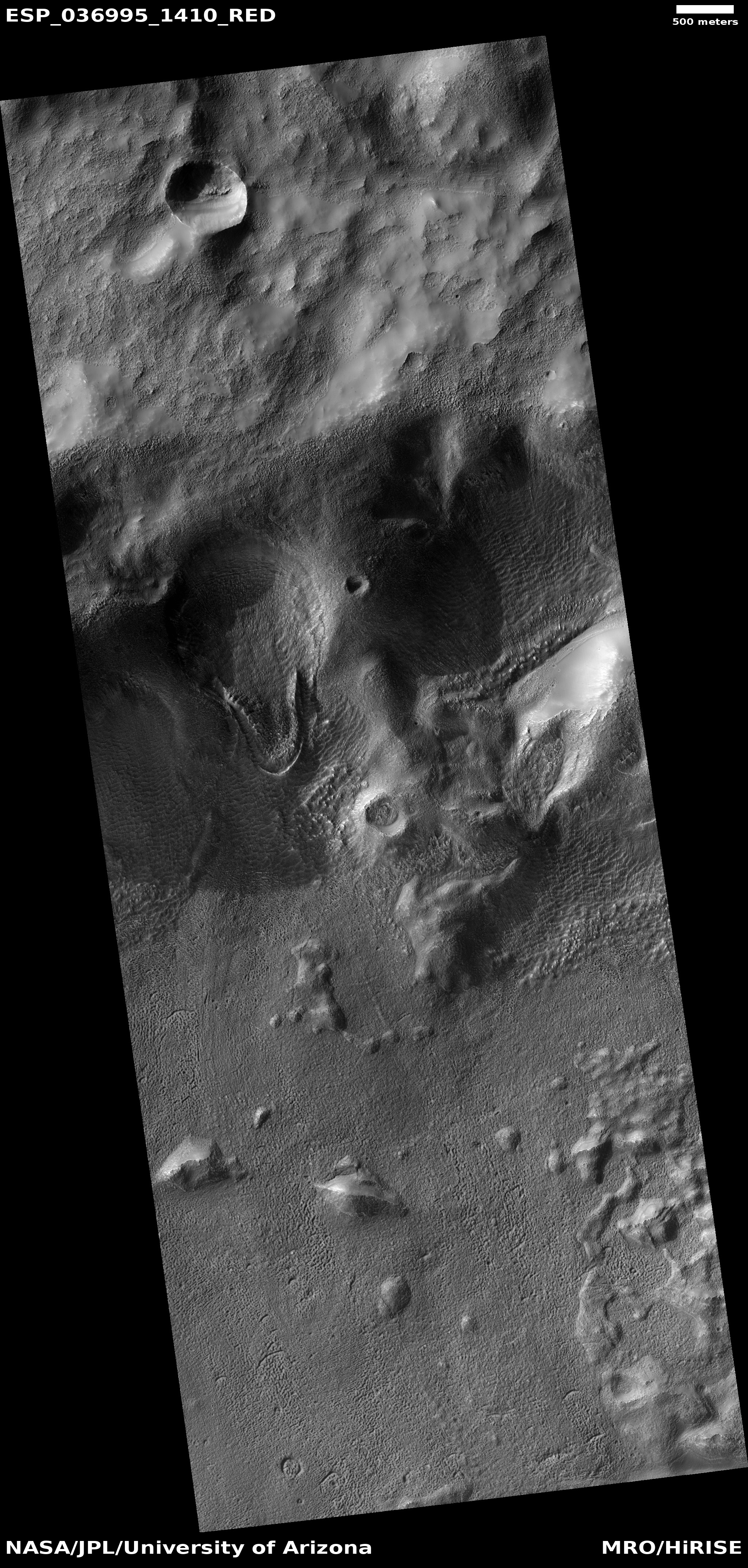
HiWish计划下高分辨率成像科学设备显示的舌状冰川，地点为法厄同区。
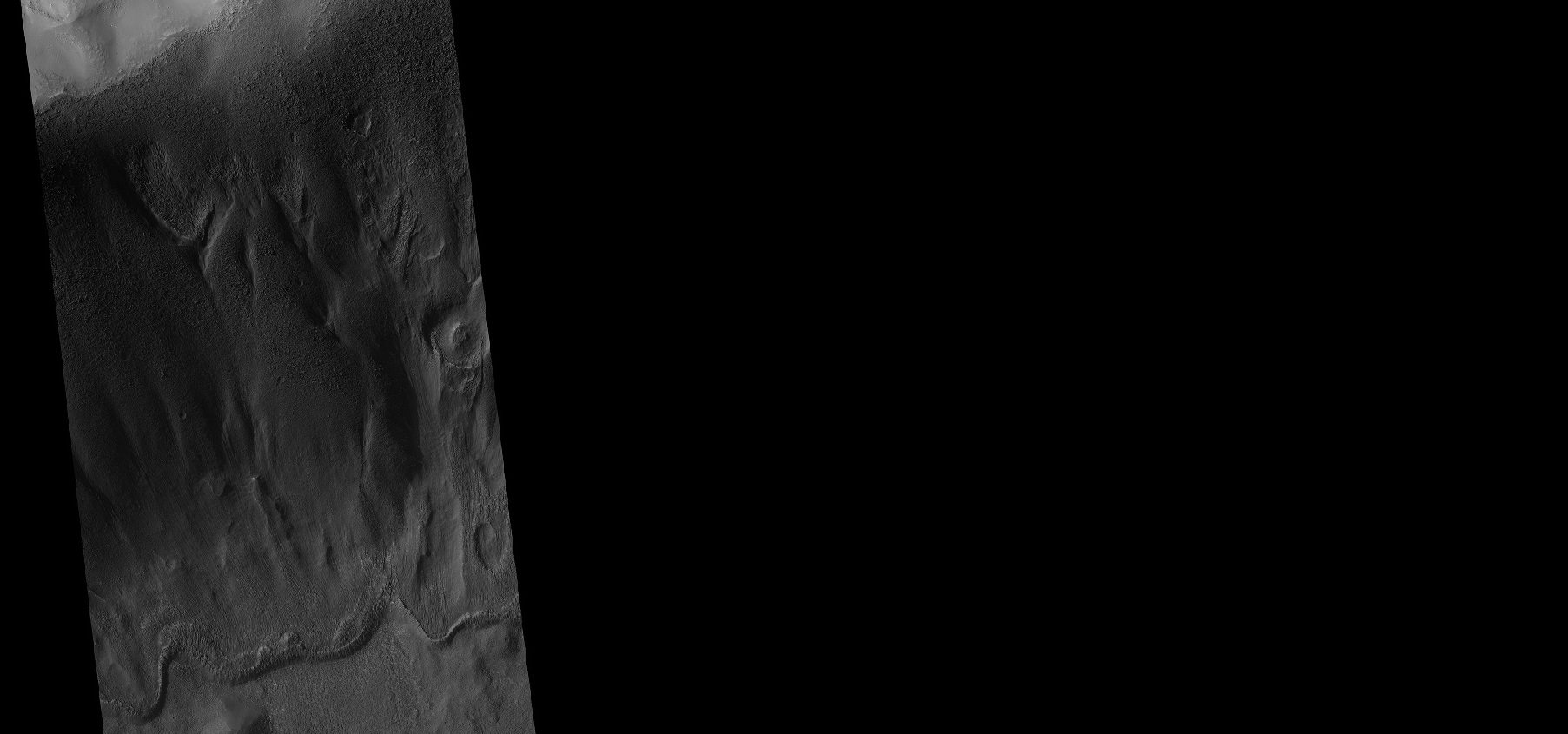
HiWish计划下高分辨率成像科学设备显示了陨石坑坑壁上数道舌形冰川的广角视图。冰川大小不一，位于不同的高度，其中一些将在随后的图片中被大幅放大。
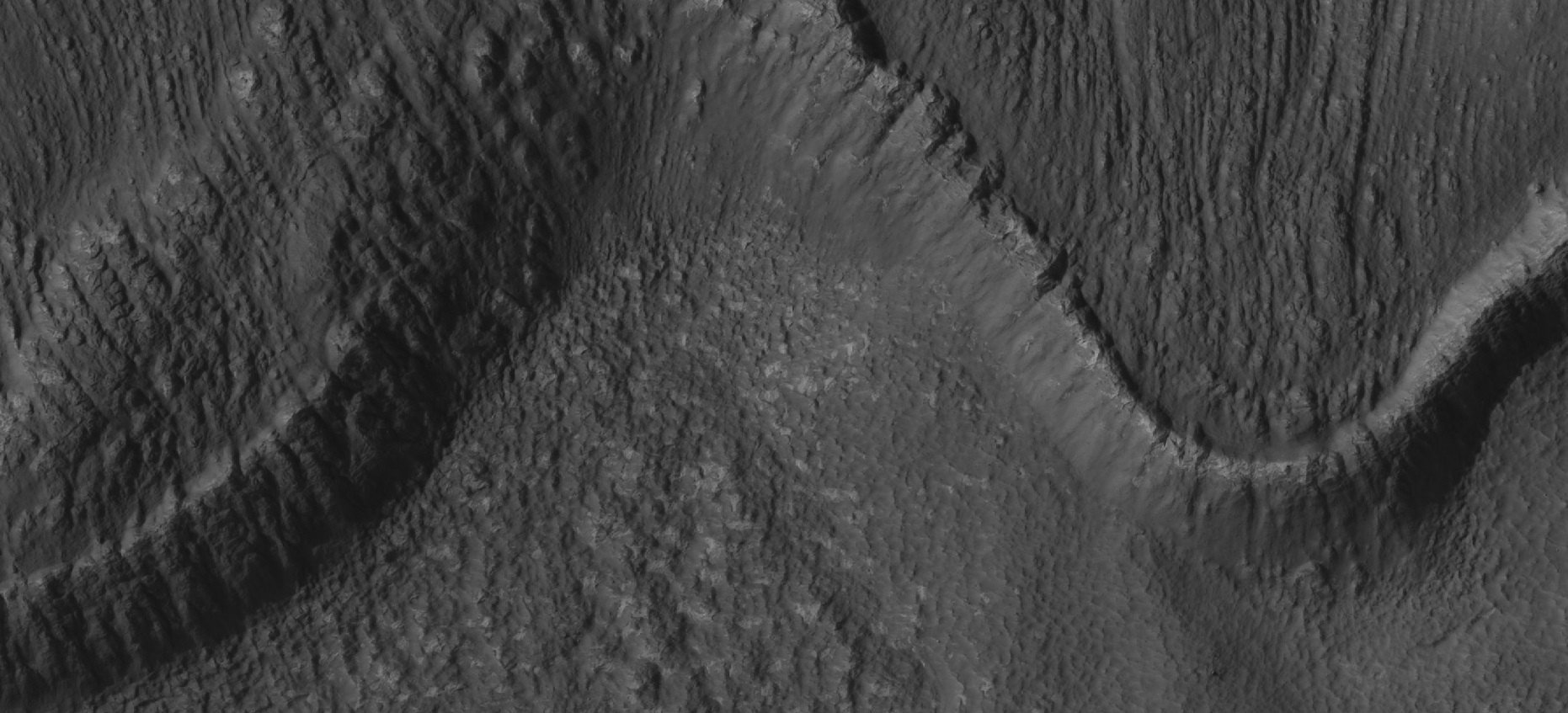
HiWish计划下高分辨率成像科学设备拍摄的前一幅图像中两座冰川的舌尖部特写，它们位于之前图像的左下角。
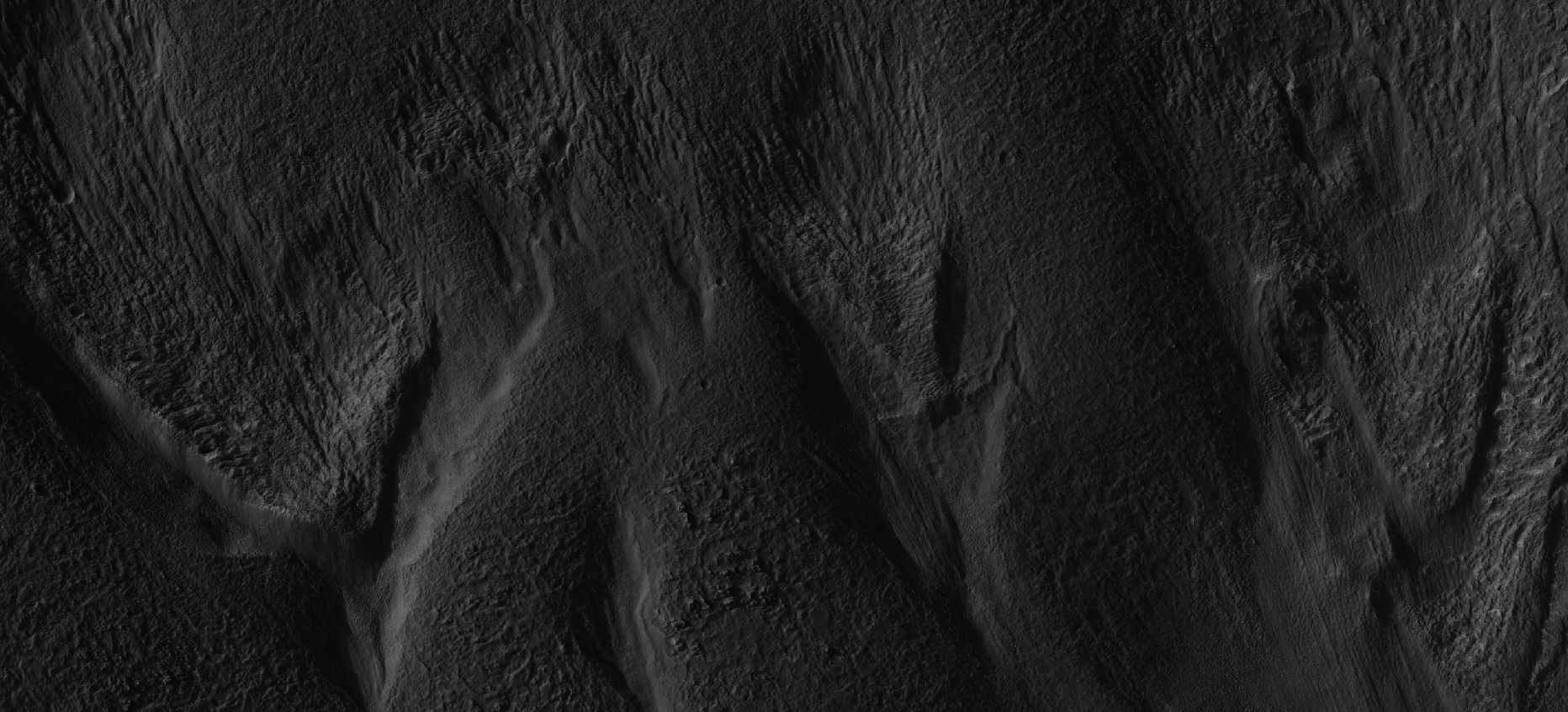
HiWish计划下高分辨率成像科学设备拍摄的前一幅图像中小冰川的特写，其中一些冰川似乎刚刚
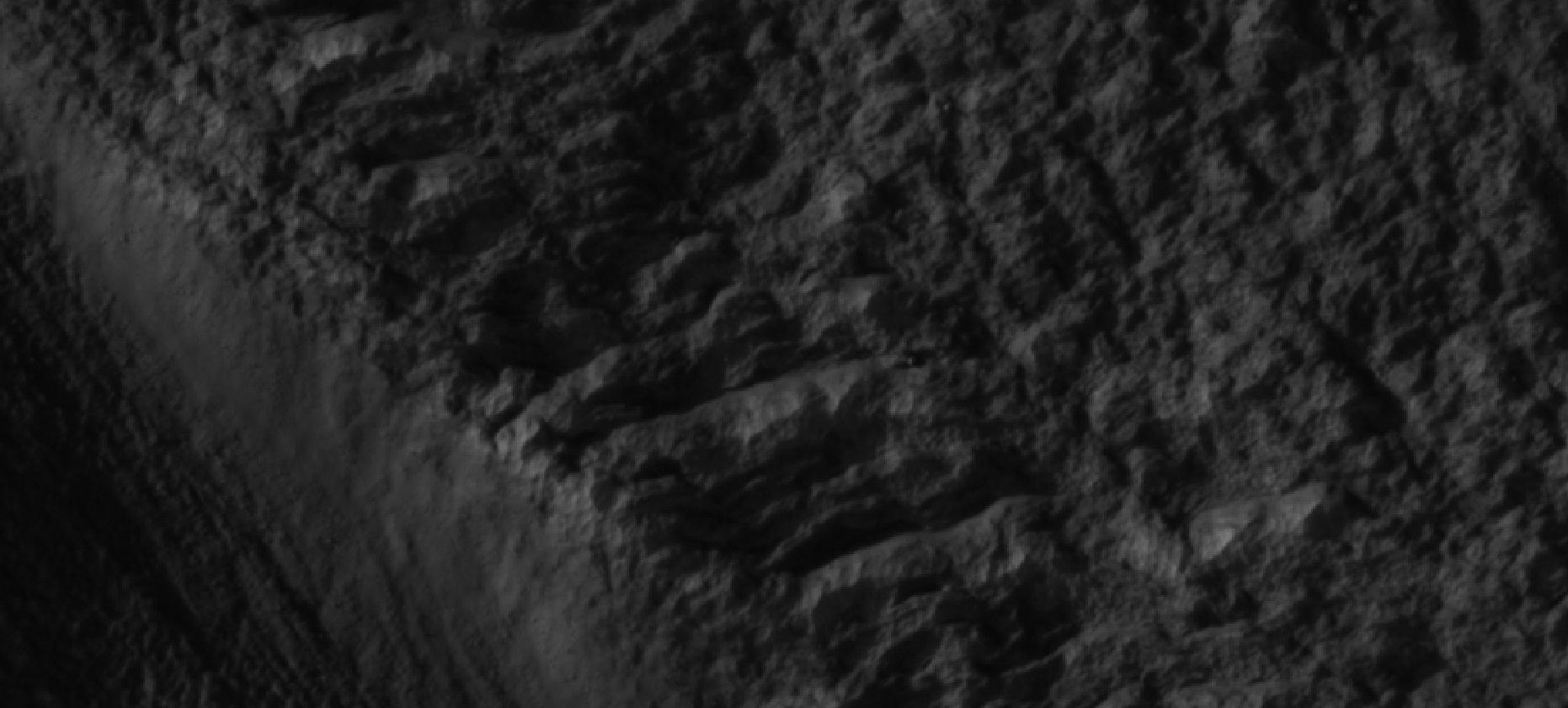
HiWish计划下高分辨率成像科学设备拍摄的前一幅广角图像底部其中一座冰川边缘的特写。
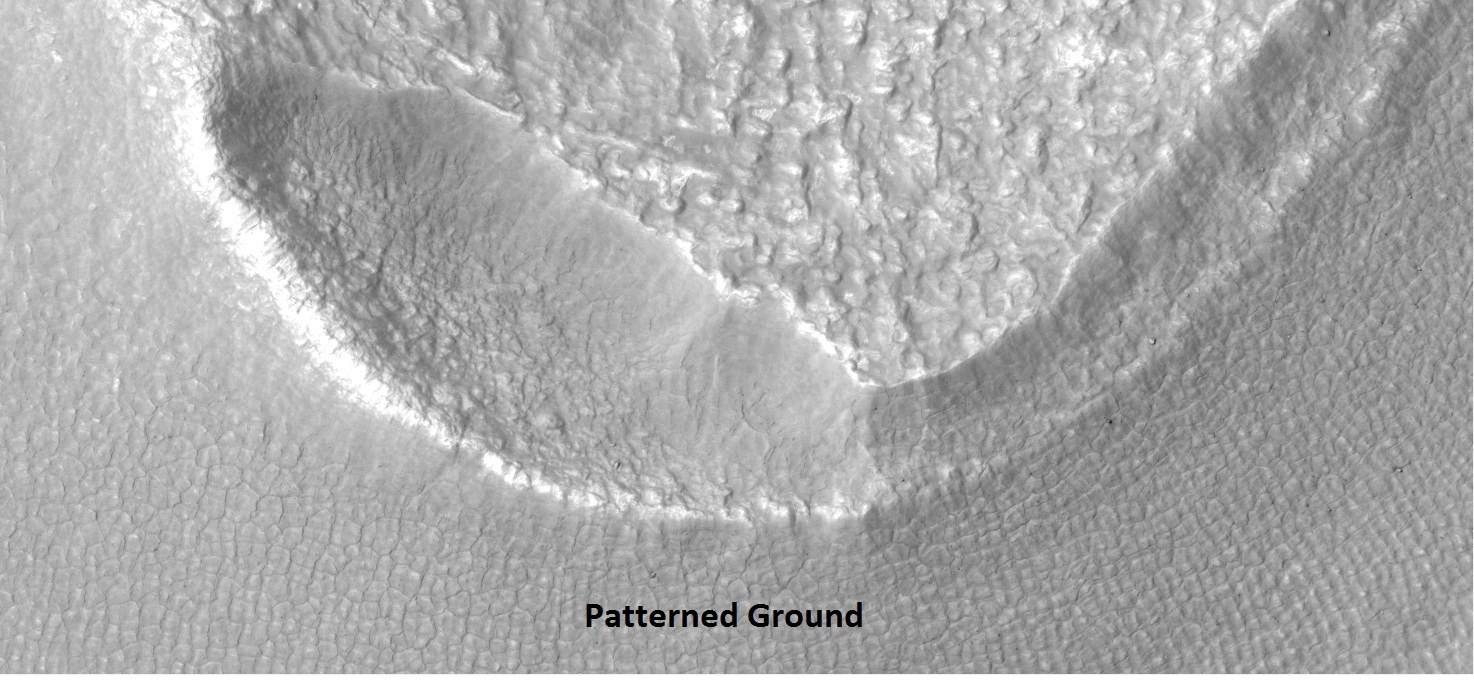
HiWish计划下高分辨率成像科学设备显示的舌状冰川特写，分辨率约为1米，因此可在这张图像中看到几米宽的物体。即使在今天，冰川中也可能存在位于泥土隔离层下方的冰，地点是希腊区。
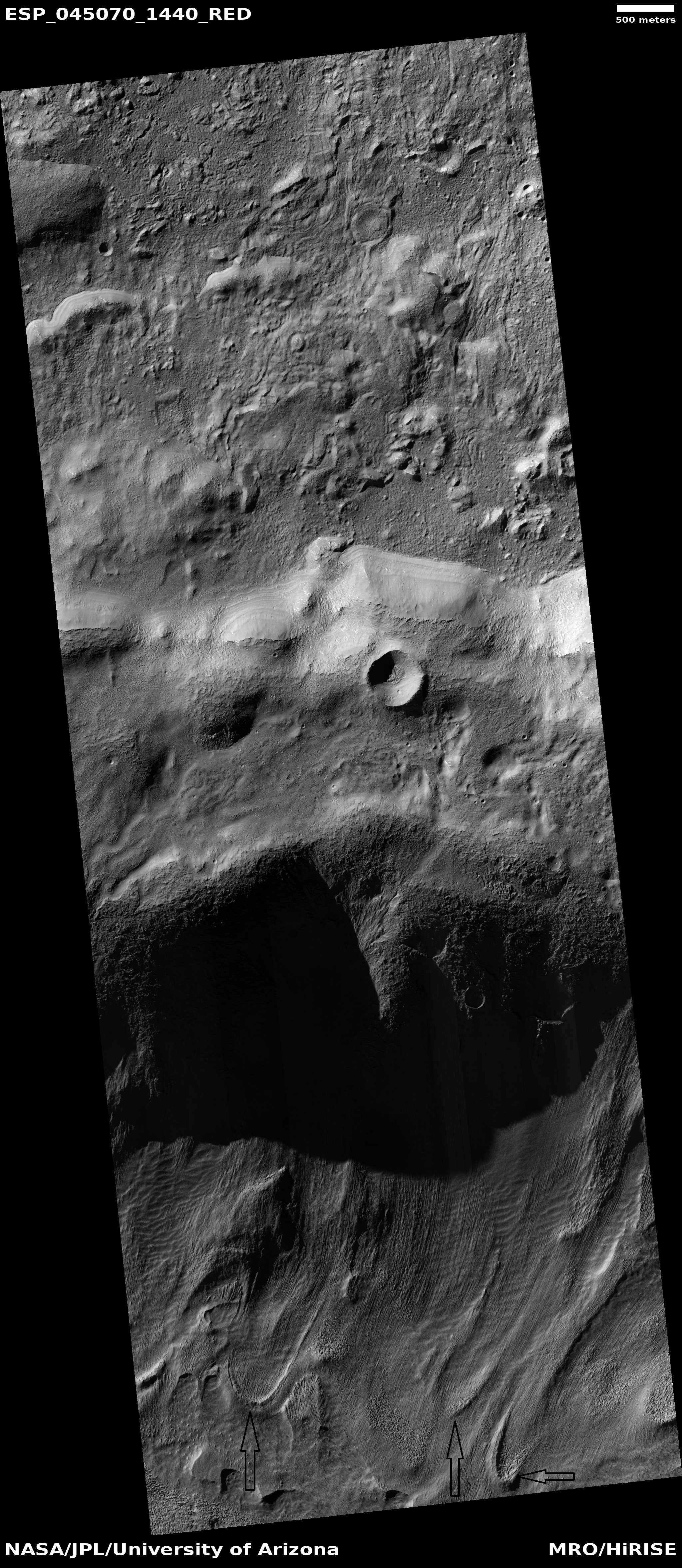
HiWish计划下高分辨率成像科学设备显示的带指示箭头的舌形冰川。
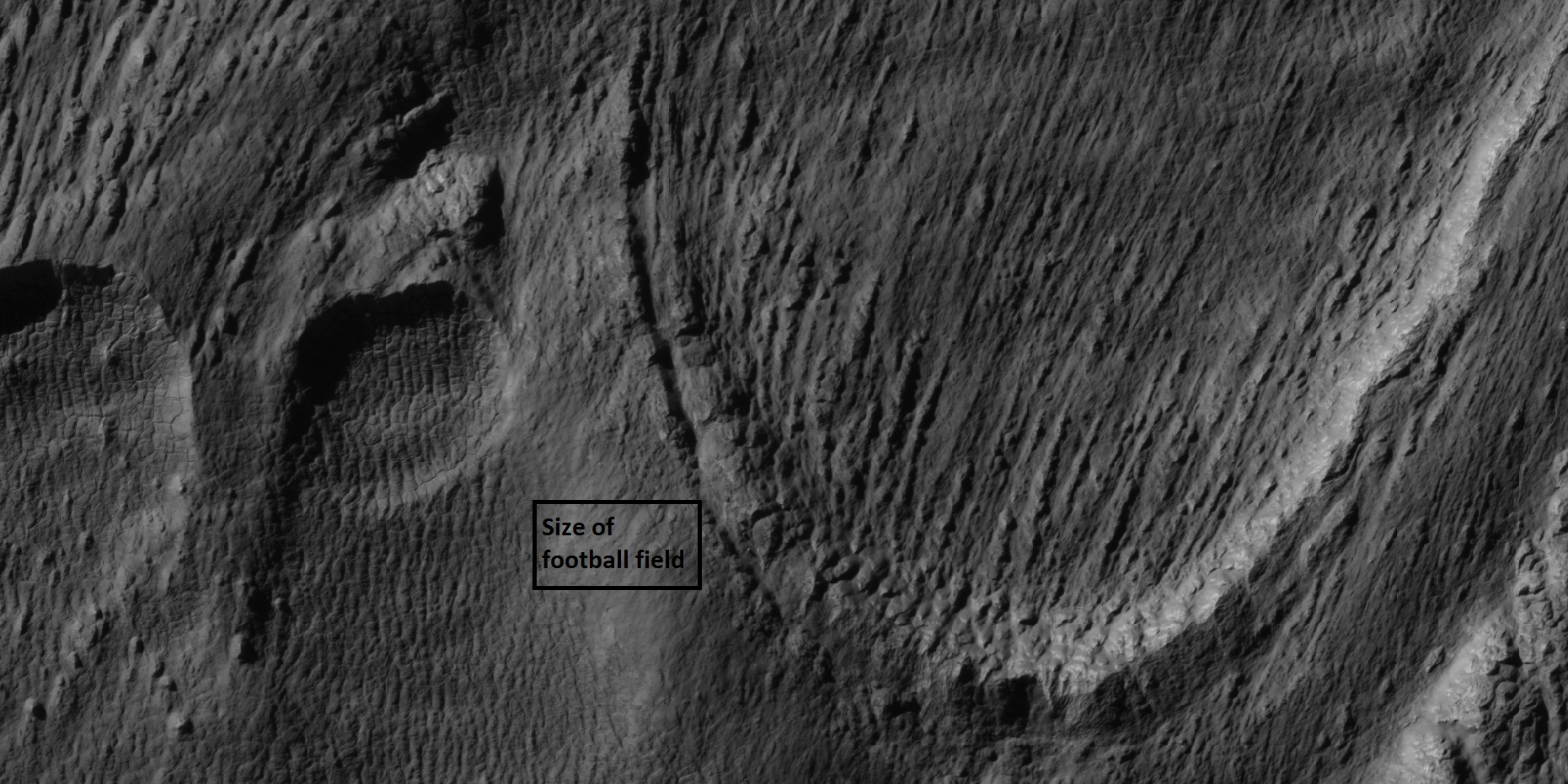
HiWish计划下高分辨率成像科学设备显示的冰川舌尖部的近距视图，可看到中心高出的多边形，方框区显示了足球场大小的区域。
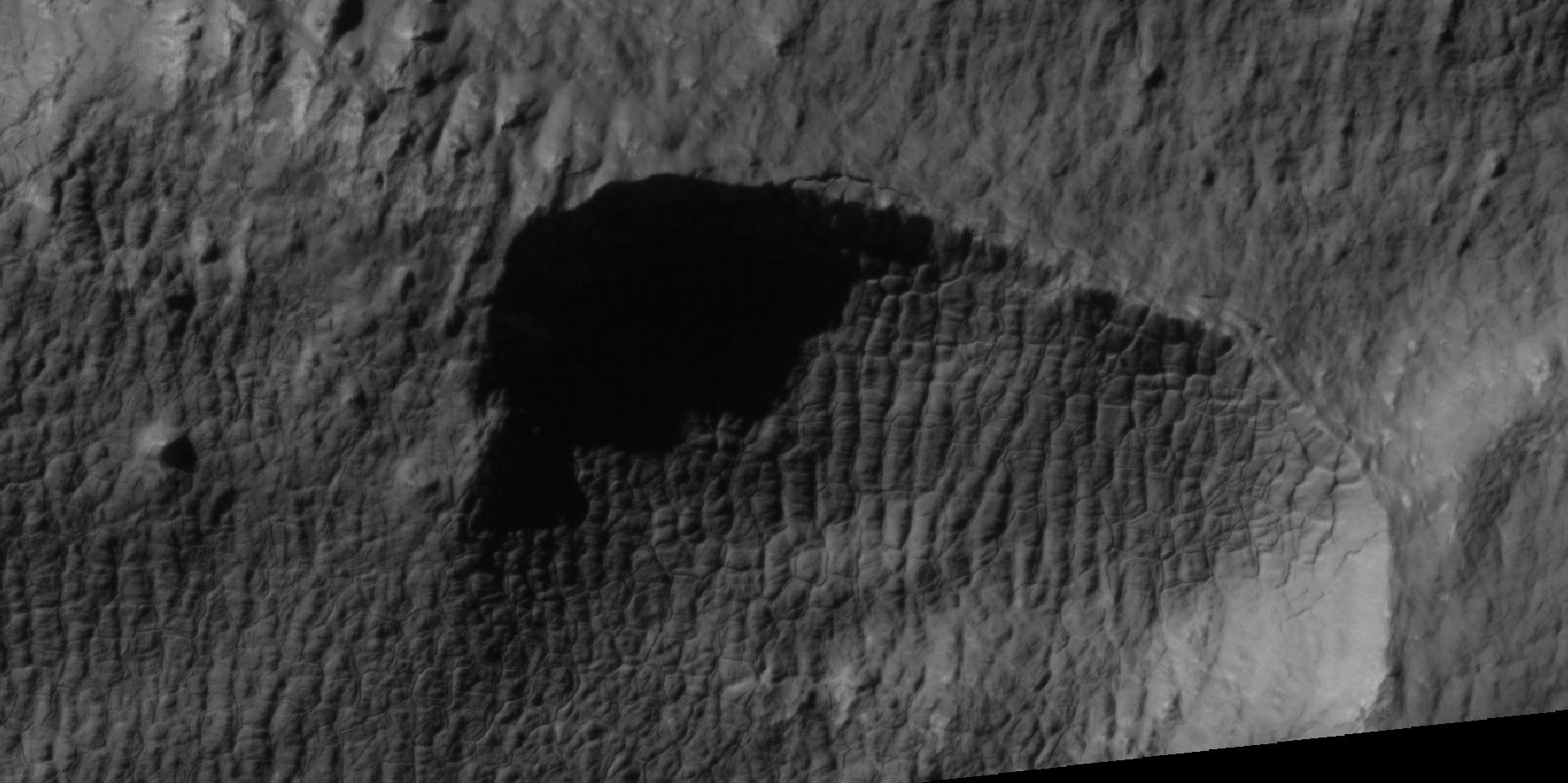
HiWish计划下高分辨率成像科学设备显示的冰川附近中心高出的多边形近景
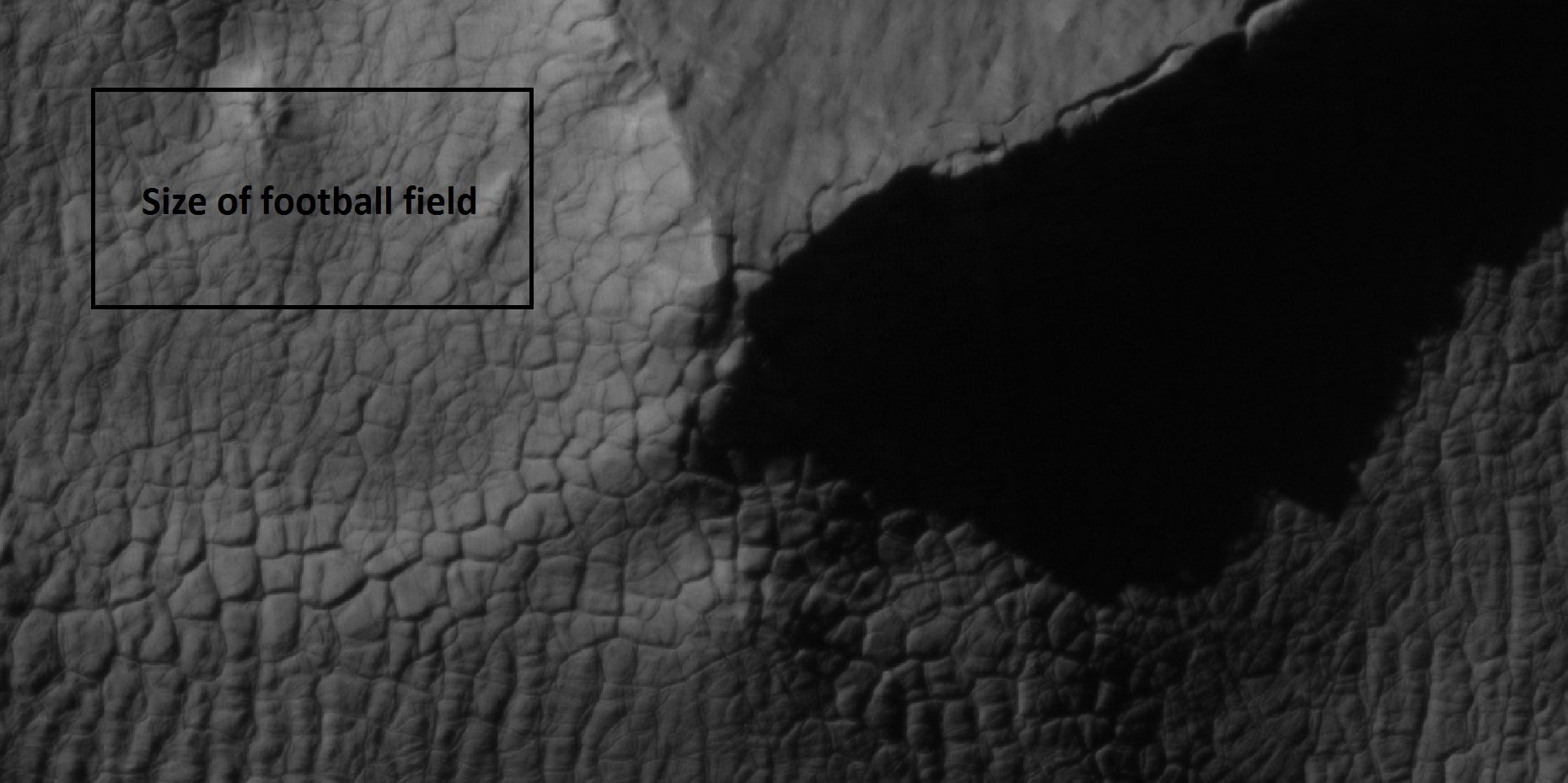
HiWish计划下高分辨率成像科学设备显示的冰川附近中心高出的多边形近景，方框区显示了足球场大小的区域。
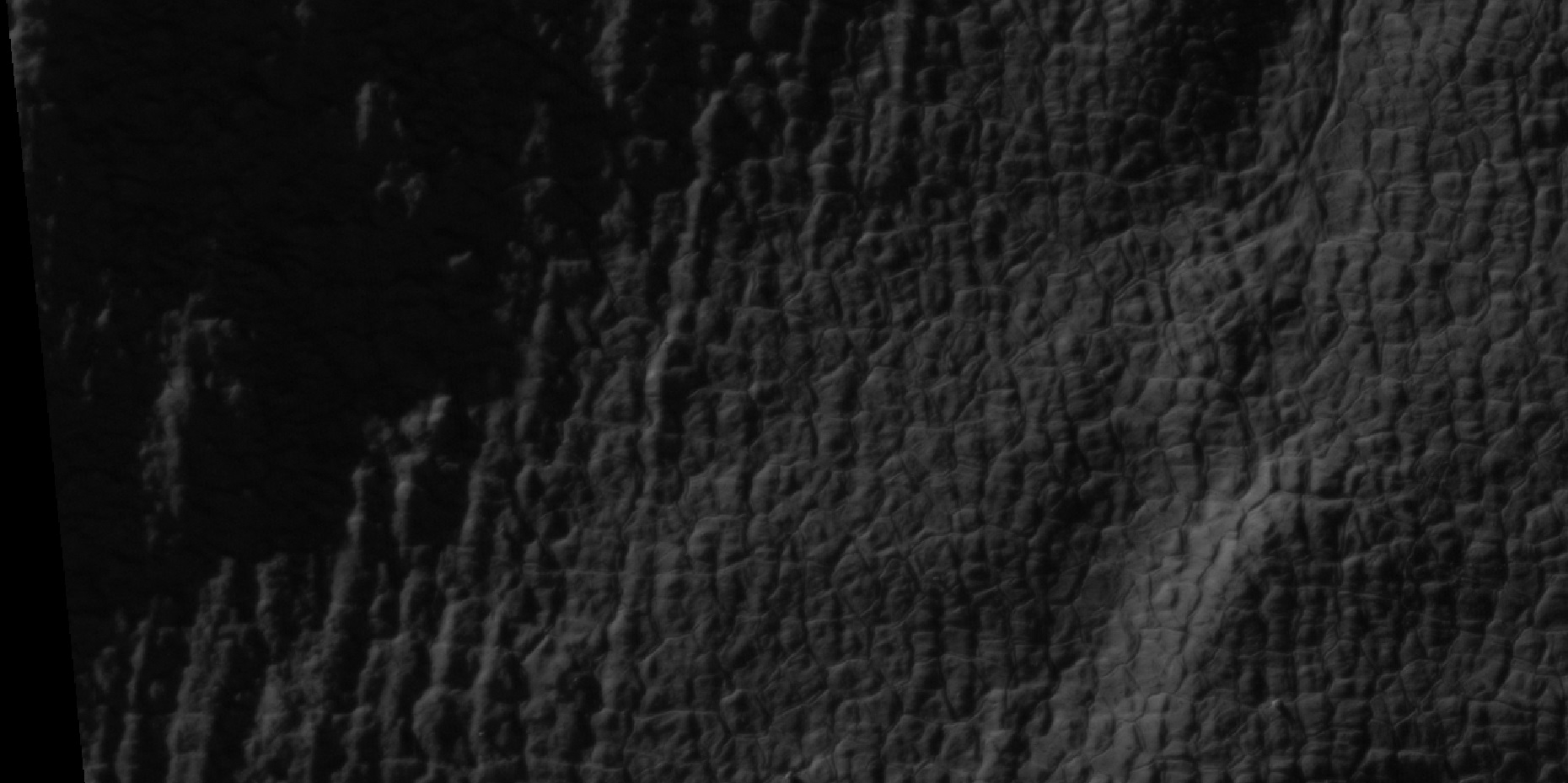
HiWish计划下高分辨率成像科学设备显示的冰川附近中心高出的多边形近景。
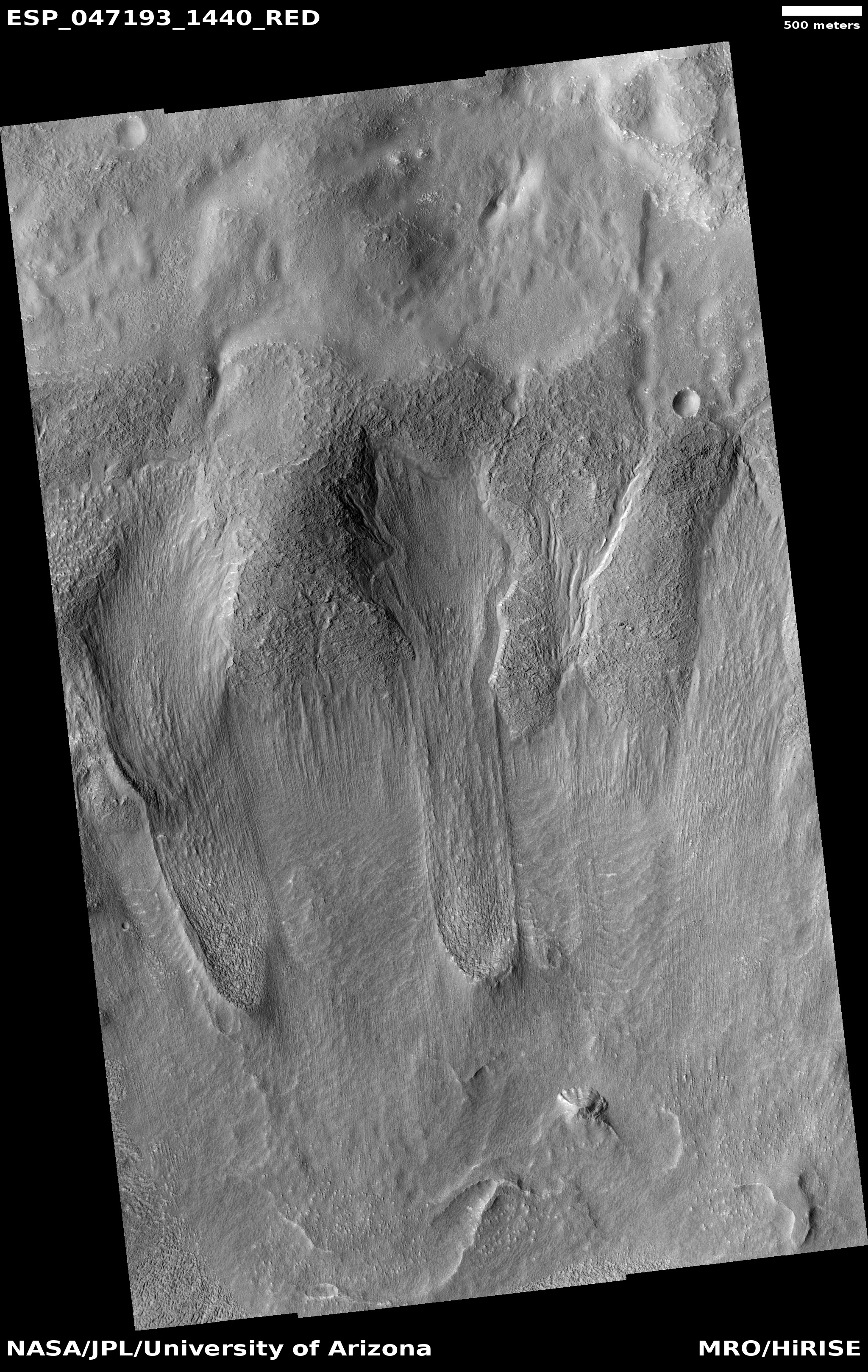
HiWish计划下高分辨率成像科学设备显示的舌状流宽景图。
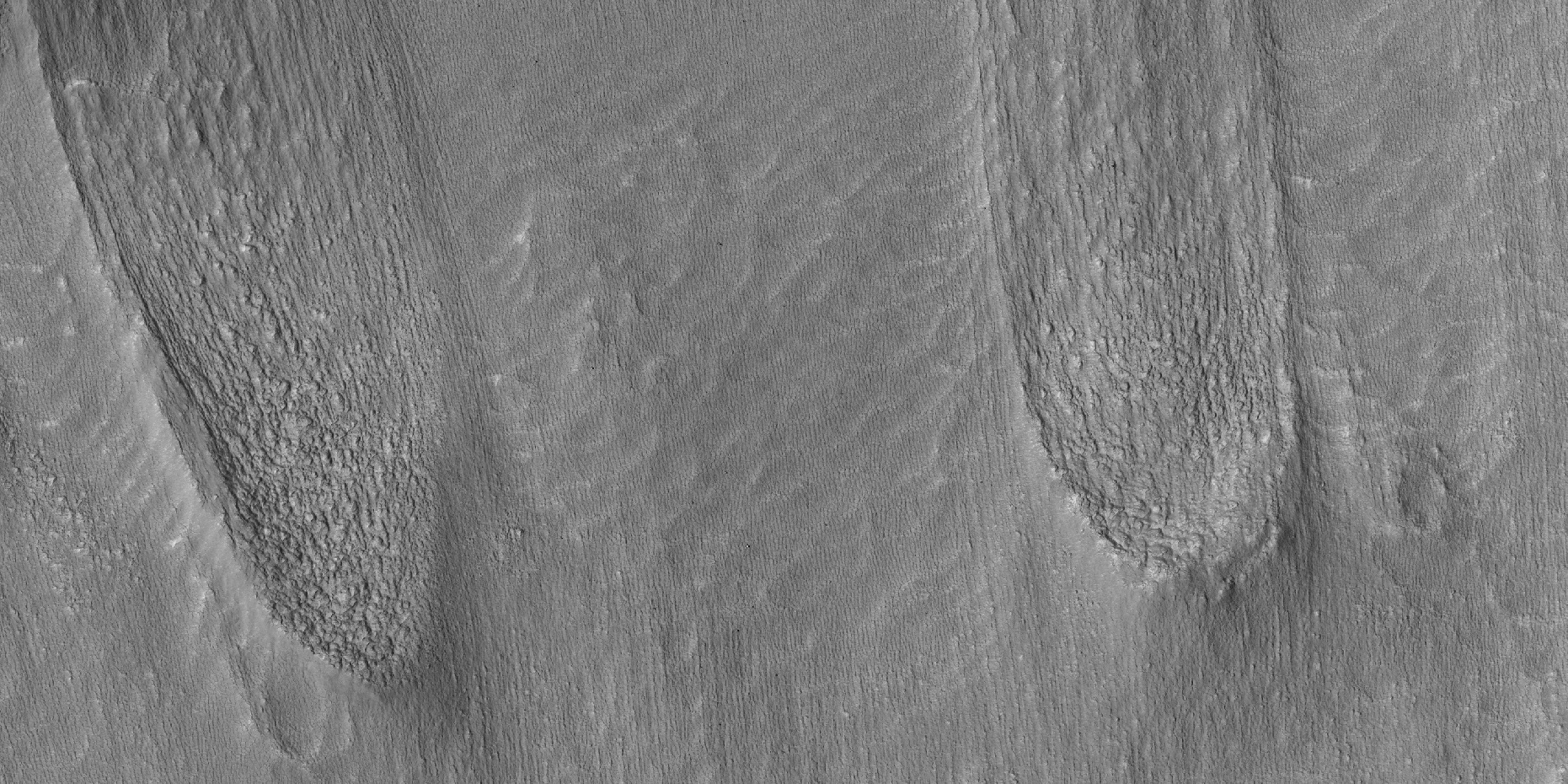
HiWish计划下高分辨率成像科学设备显示的舌状流近景图。
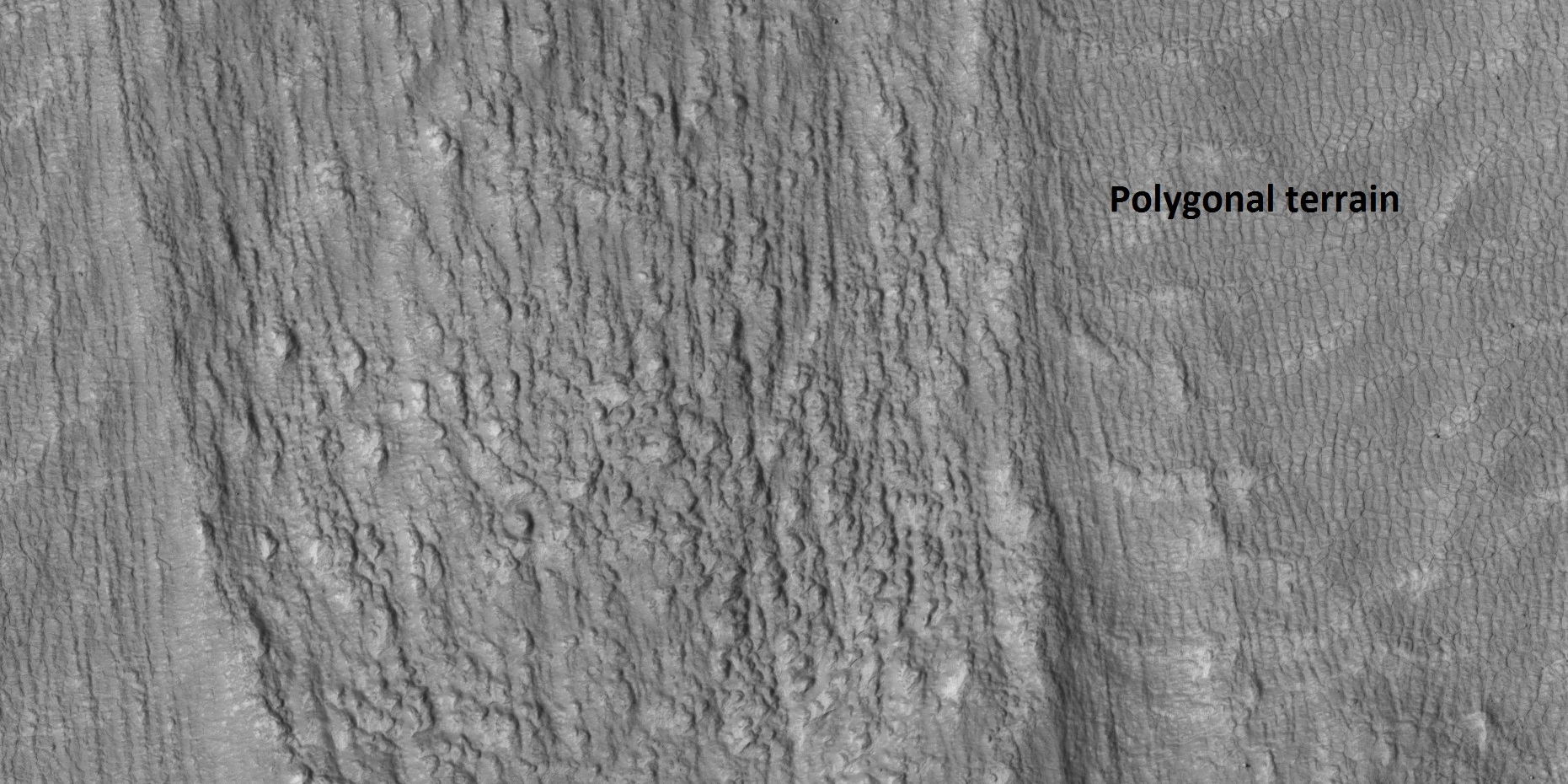
HiWish计划下高分辨率成像科学设备显示的舌状流和多边形地形（已标注）近景。
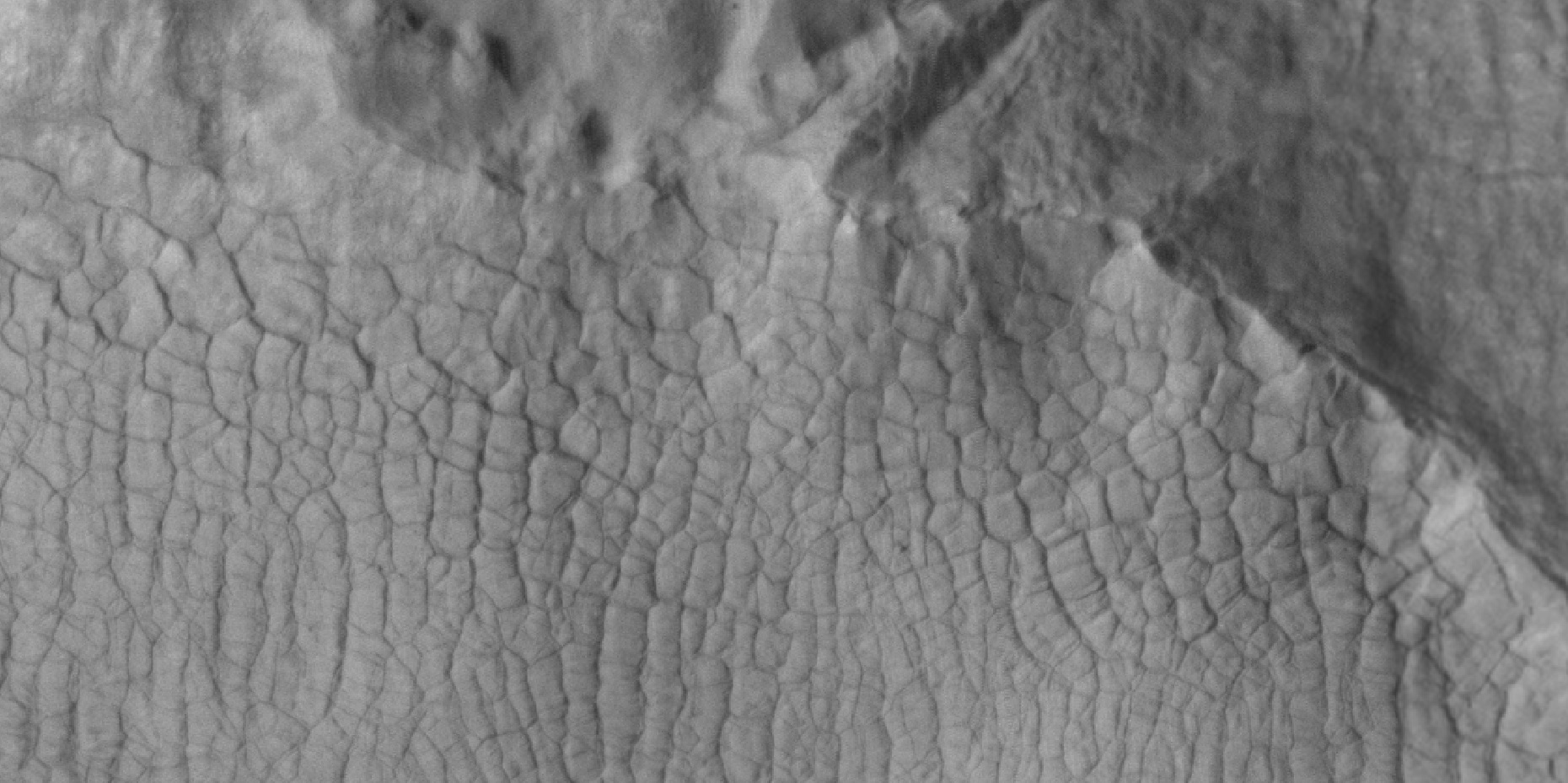
HiWish计划下高分辨率成像科学设备显示的舌状流附近多边形地形的近景。

### 丘状地形
在涅瑞达山脉中发现了类似瑞典北部维基冰碛的丘状地形。据推测，这种地形是火星冰川融化的结果。
目前尚没有任何表明火星火山上有冰川证据。

## 冰盖
有很多证据表明，在该行星南极地区存在一座巨大的冰盖。在那里发现了大量在冰下形成的蛇形丘，冰盖的面积是德克萨斯州的两倍。

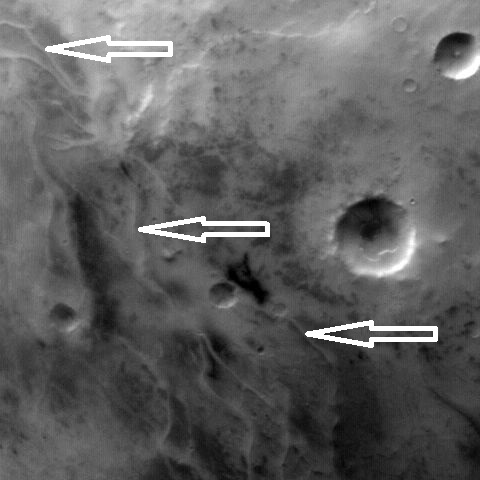
山脊，据信为银色山脊组的蛇形丘，火星全球探勘者号火星轨道器相机拍摄的广角图像，白色箭头指向山脊。

## 地下冰

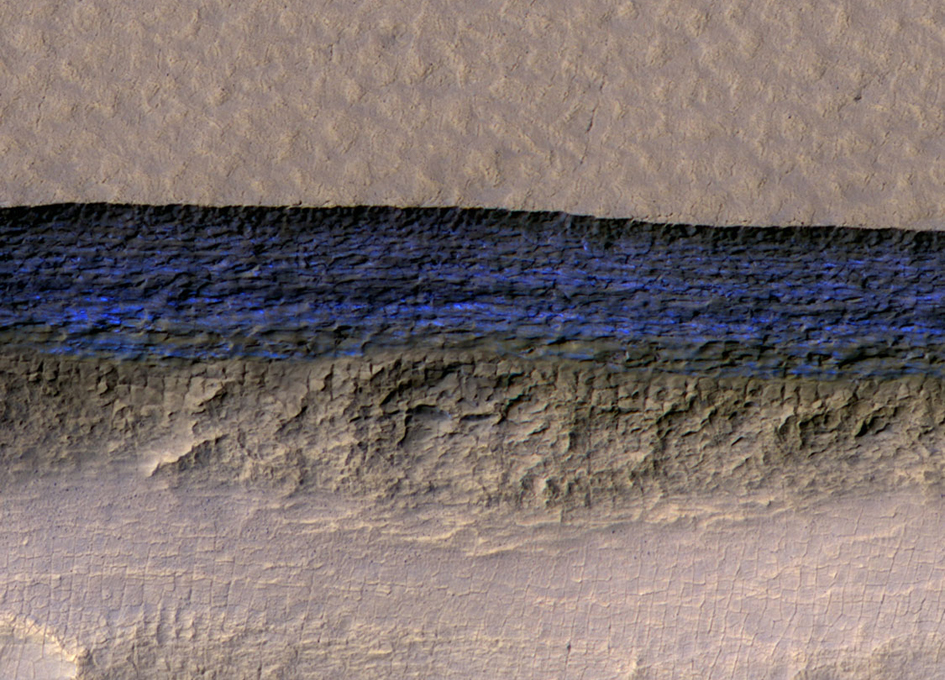
从火星勘测轨道飞行器拍摄的增强色照片中，可看到陡峭斜坡上露出的地下冰剖面，它呈现出亮蓝色。该场景宽约500米，陡坡从平地下降约128米，冰层从地表往下延伸到100米或更深处。

火星上有巨大的冰川，隐藏在中纬度广阔地区的一层岩石碎屑下。这些冰川可能是该星球上为简单生命形式和未来定居者提供生命支持的大型水库。德克萨斯大学奥斯汀分校的约翰·霍尔特（John Holt）和其他人的研究发现，所研究的特征之一比洛杉矶大三倍，厚达800米，而且还有更多。
美国宇航局的海盗号轨道飞行器在20世纪70年代发现了一些类似冰川的特征。自那时以来，越来越多的先进仪器研究了冰川状地貌。火星全球探勘者号、2001火星奥德赛号、火星快车号和火星勘测轨道飞行器则获得了更详细的数据。

## 图集

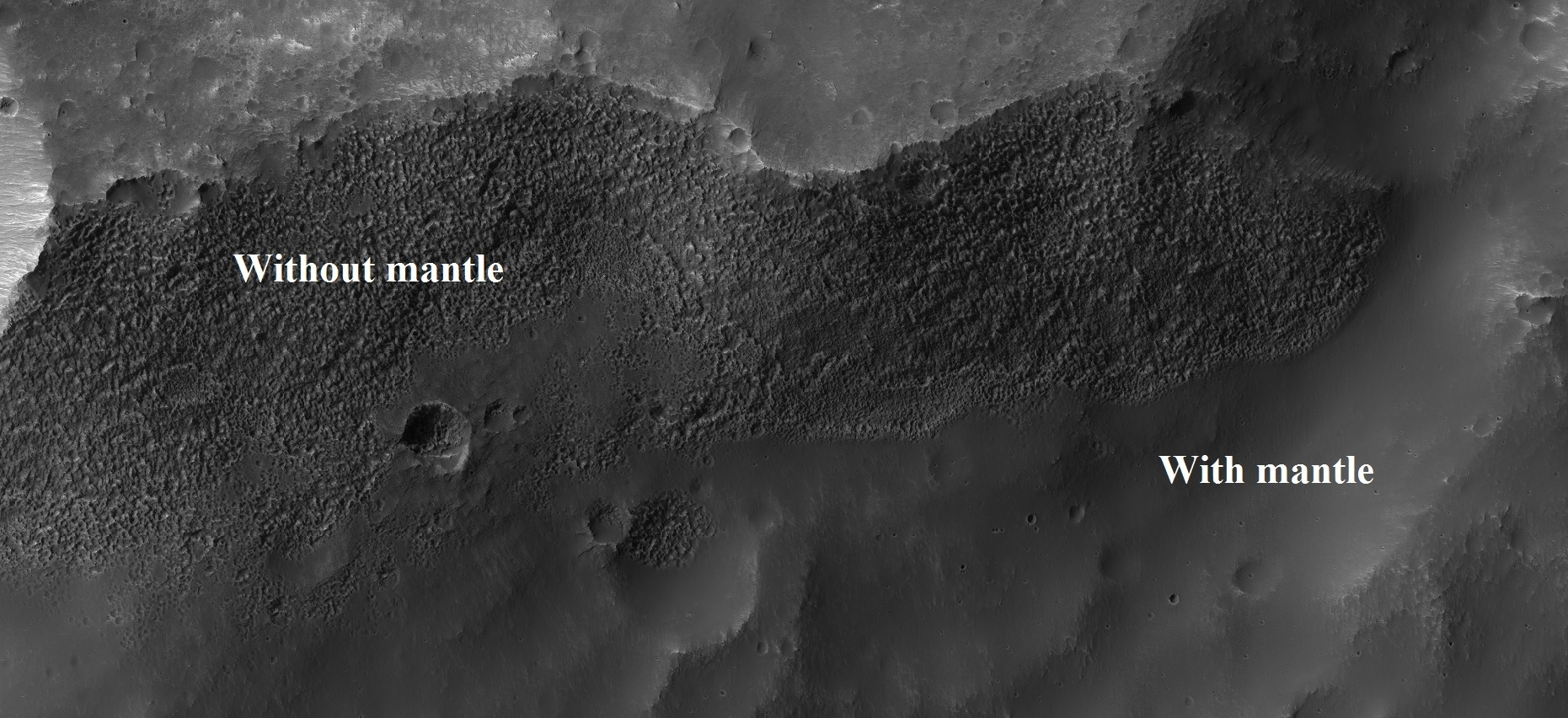
HiWish计划下高分辨率成像科学设备看到的显示有和没有覆盖层的地表。地点在法厄同区的塞壬高地。覆盖物从空中飘落并可能是冰川中冰的主要来源。
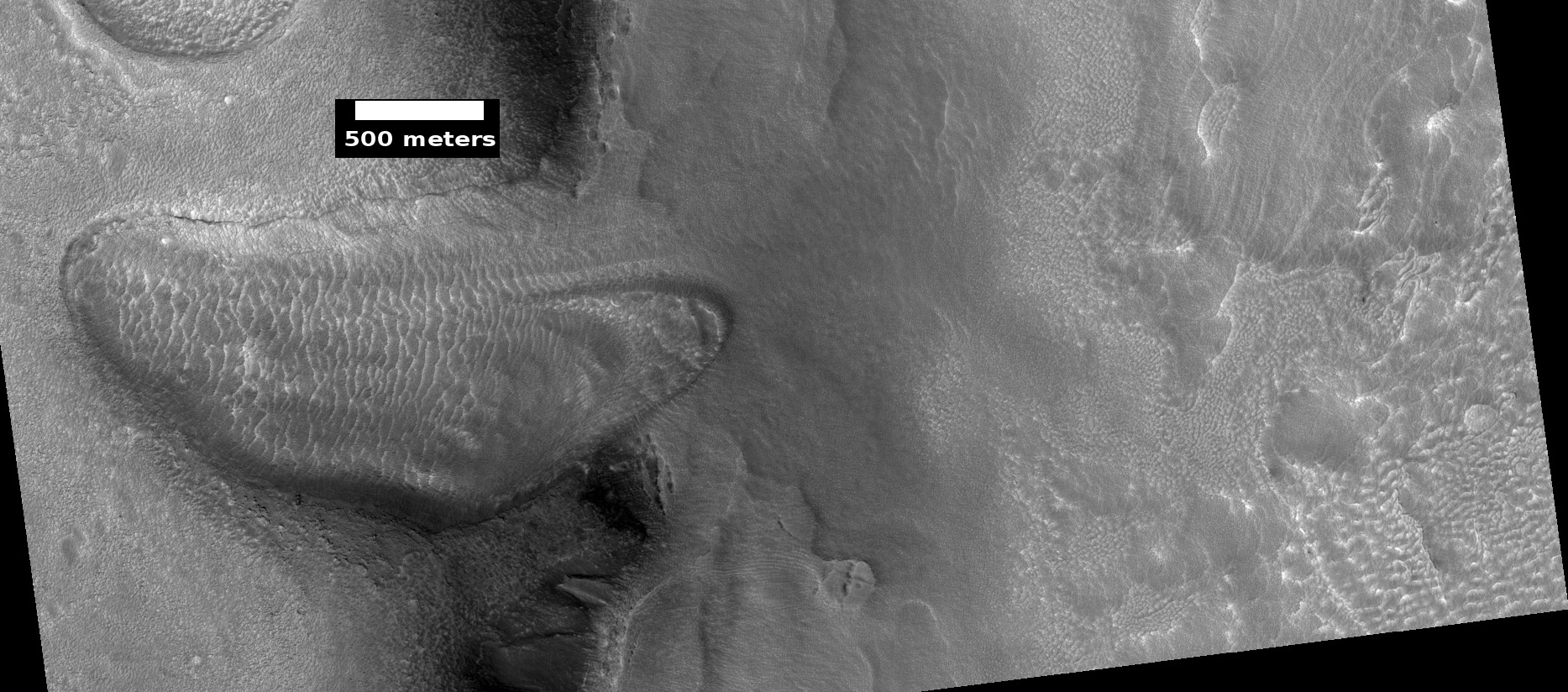
HiWish计划下高分辨率成像科学设备显示从山谷中流出的冰川，地点为伊斯墨诺斯湖区。
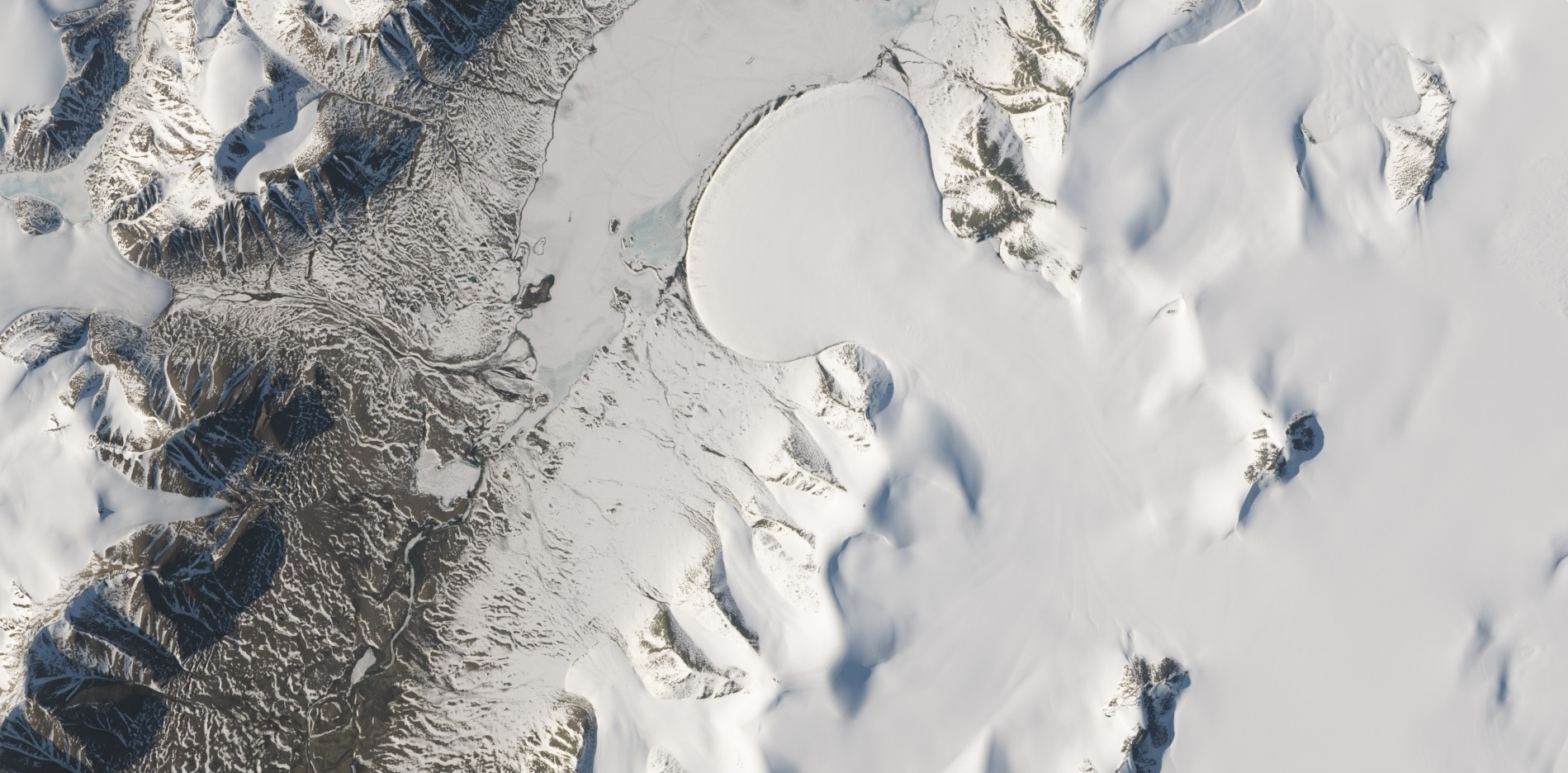
地球资源观测卫星8号拍摄的地球北极罗默湖象脚冰川，该照片显示的数座冰川与火星上许多被认为也是冰川的特征具有相同的形状。
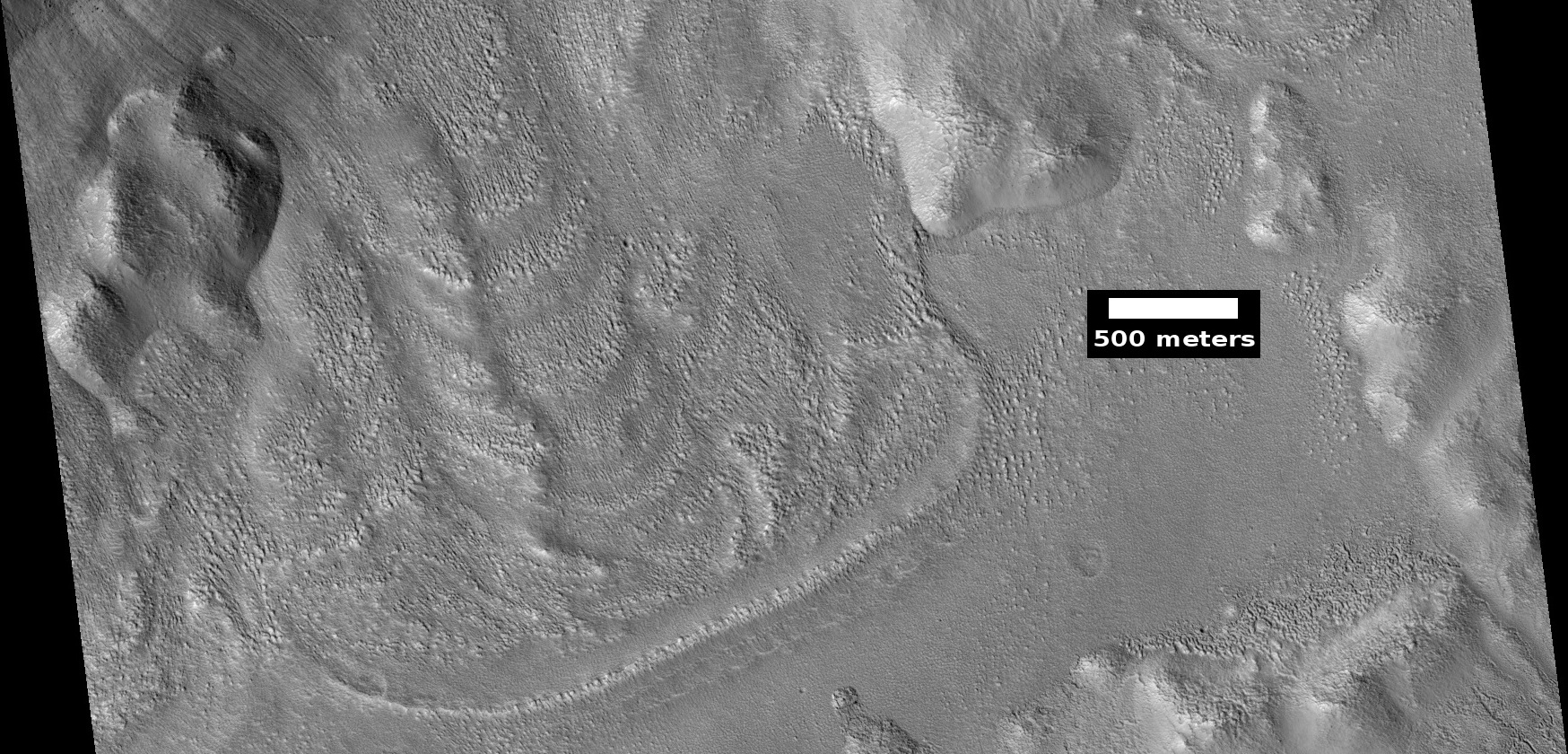
HiWish计划下高分辨率成像科学设备显示的流出山谷的冰川，地点为伊斯墨诺斯湖区莫罗撞击坑边缘。
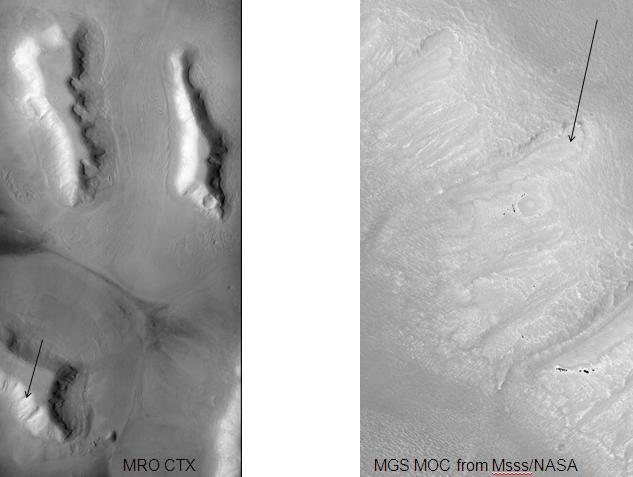
左图中的箭头指向一道可能由冰川蚀刻出的山谷；右图显示了火星全球探勘者号拍摄图像中被大幅放大的该山谷。
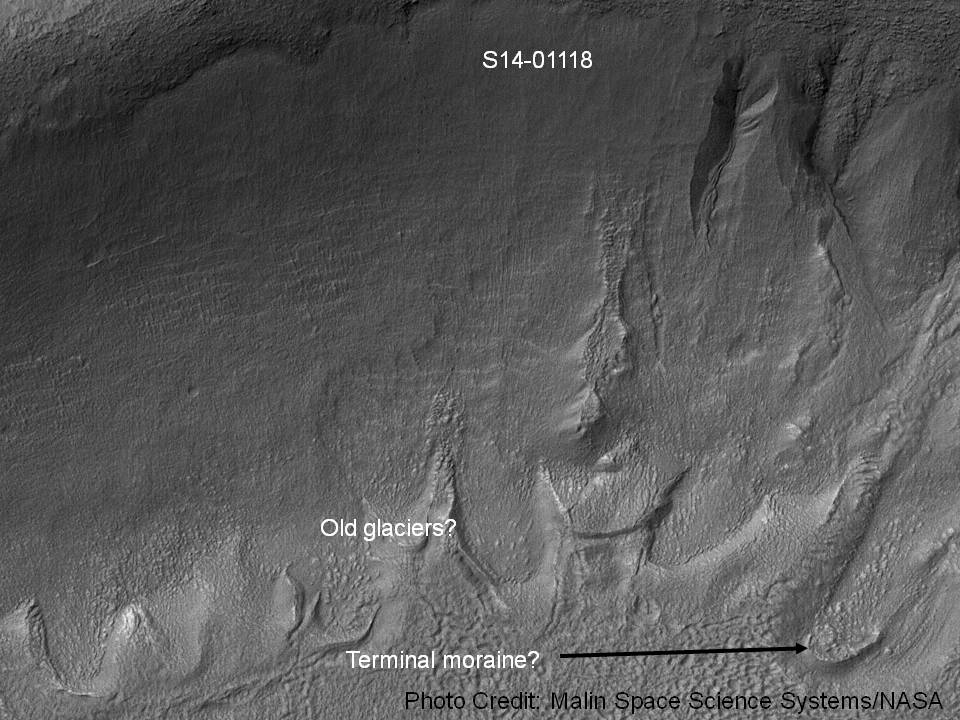
埃里达尼亚区开普勒大撞击坑以北，一座陨坑中的冲沟和可能的古冰川遗迹，右边有一道舌状的疑似冰川，该照片为火星轨道器相机公共目标计划下由火星全球探勘者号拍摄。
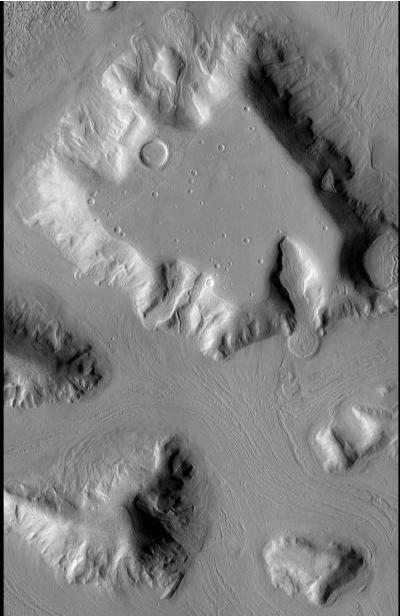
背景相机显示的伊斯墨诺斯湖区被数道冰川侵蚀的桌山，接下来高分辨率成像科学设备显示的两幅图像更详细地展示了其中的一座冰川。
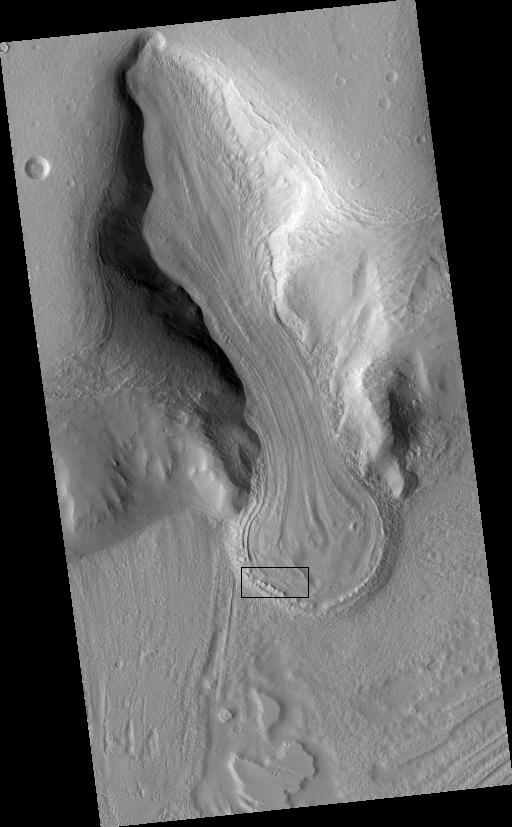
HiWish计划下高分辨率成像科学设备显示的冰川。方框中的顶部积雪堆积区域将在下一幅图中放大。冰川沿山谷向下移动，然后在平原上扩展开来。流动的证据来自地表的众多划痕条纹。地点位于伊斯墨诺斯湖区的普罗敦尼勒斯桌山群。
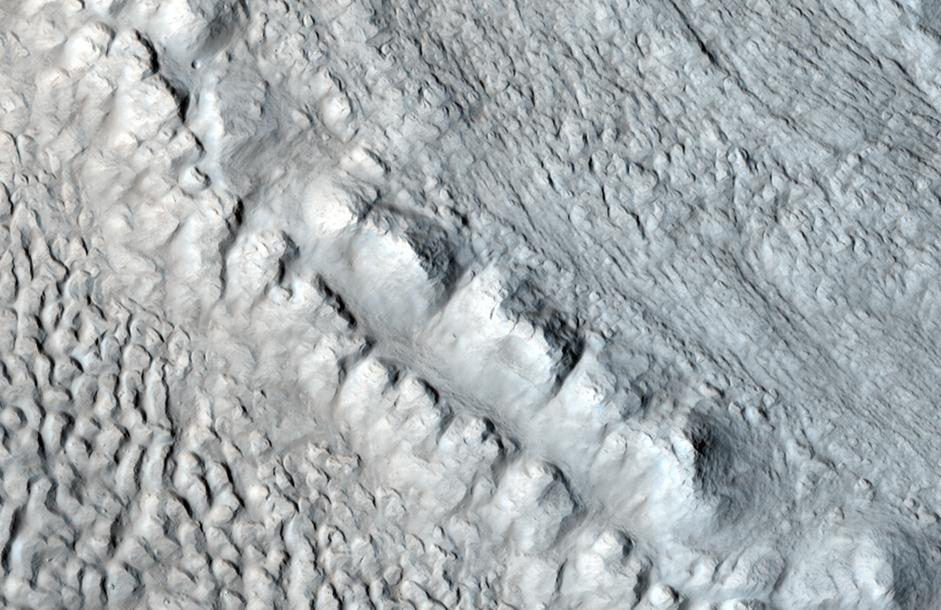
前一幅图像中方框区的放大版，被解释为冰川的末端冰碛。HiWish计划下高分辨率成像科学设备拍摄于伊斯墨诺斯湖区。
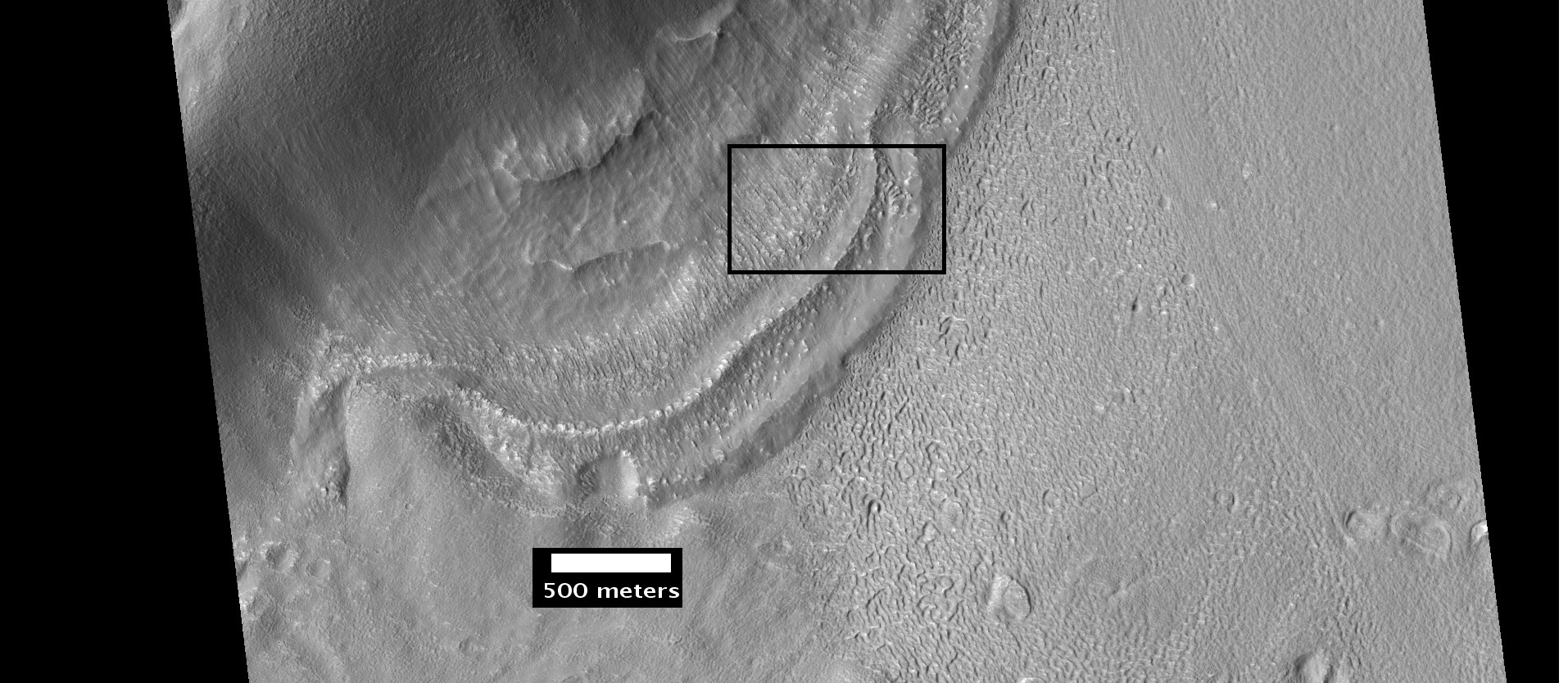
下一幅流动特征或冰川末端图像的背景照片。HiWish计划下高分辨率成像科学设备拍摄于希腊区。
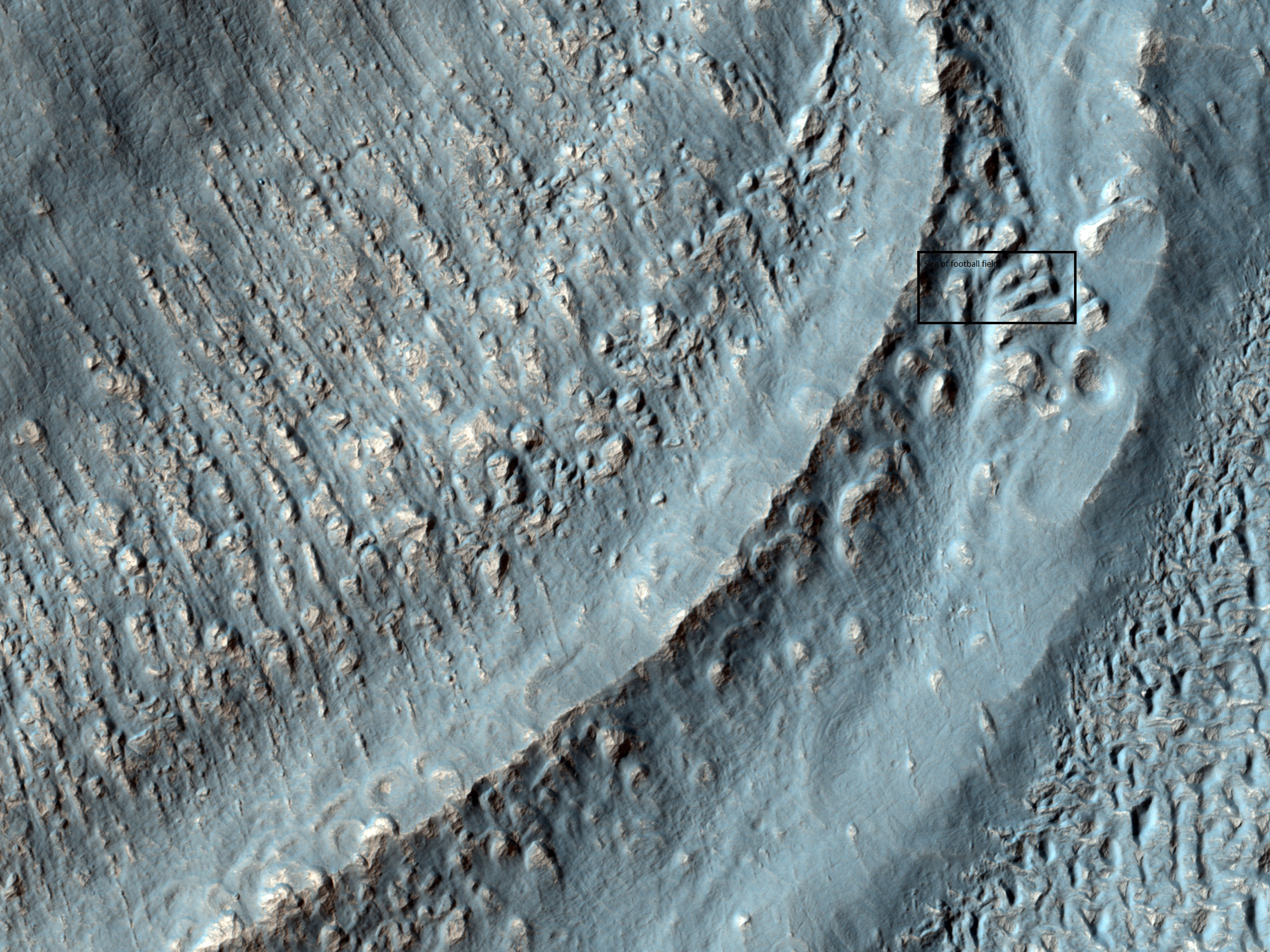
前一图中方框区的特写，被解释为冰川的末端冰碛。作为对比，该方框大致代表足球场大小的区域。HiWish计划下高分辨率成像科学设备拍摄于希腊区。
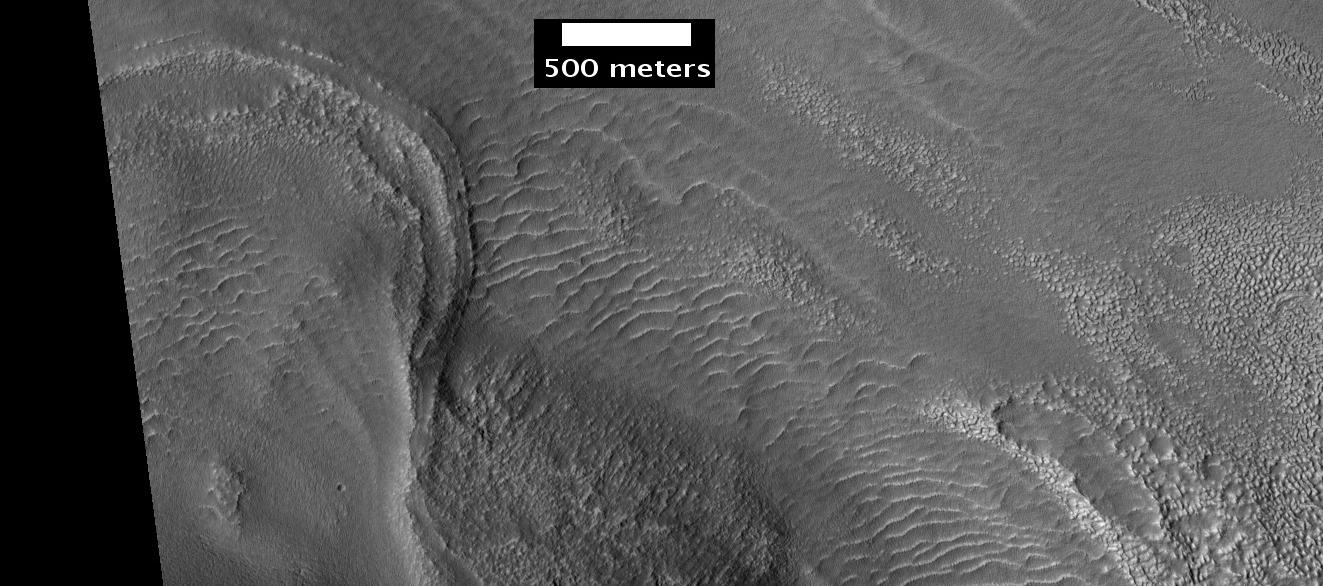
HiWish计划下高分辨率成像科学设备观察到的都特罗尼勒斯桌山群中一座山丘上遗留的过去冰川末端的冰碛。
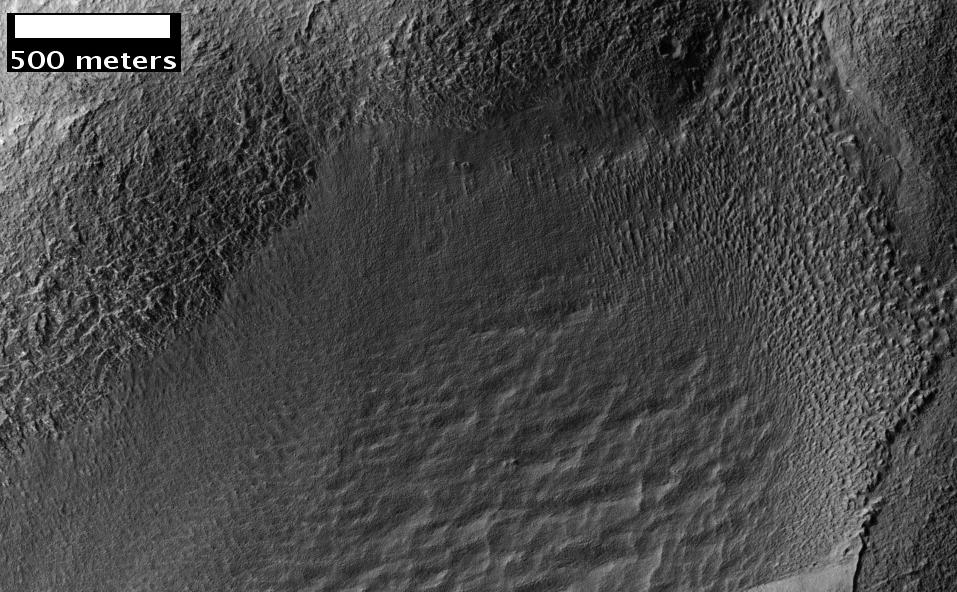
HiWish计划下高分辨率成像科学设备显示的希腊区可能的冰斗，划痕可能是由于向下移动所造成。
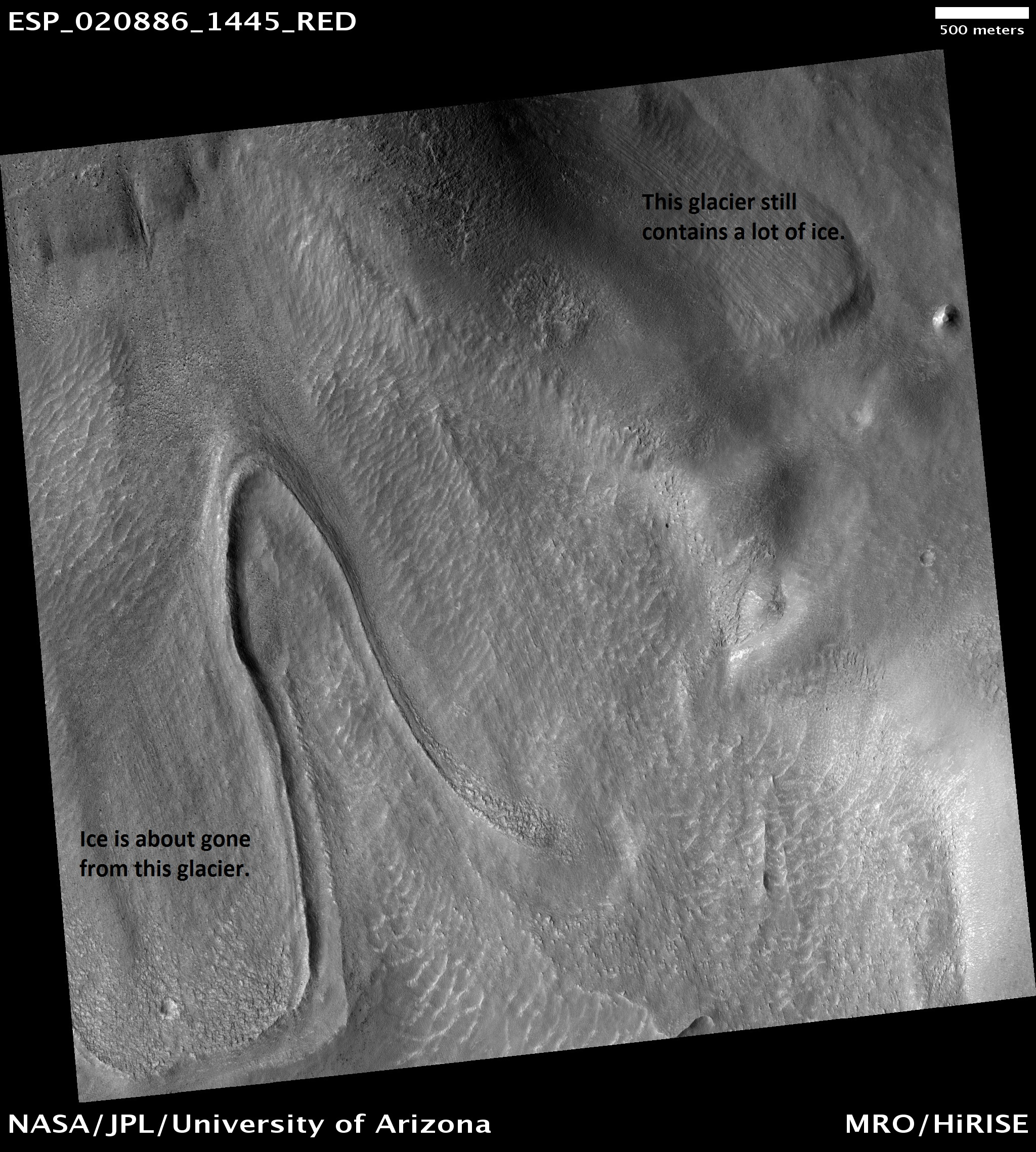
HiWish计划下高分辨率成像科学设备显示的希腊区冰川。位于左侧的冰川很薄，因为已失去很多积冰，而另一方面，右边的冰川却很厚，在一层薄薄的泥土和岩石下面仍保存有大量的积冰。
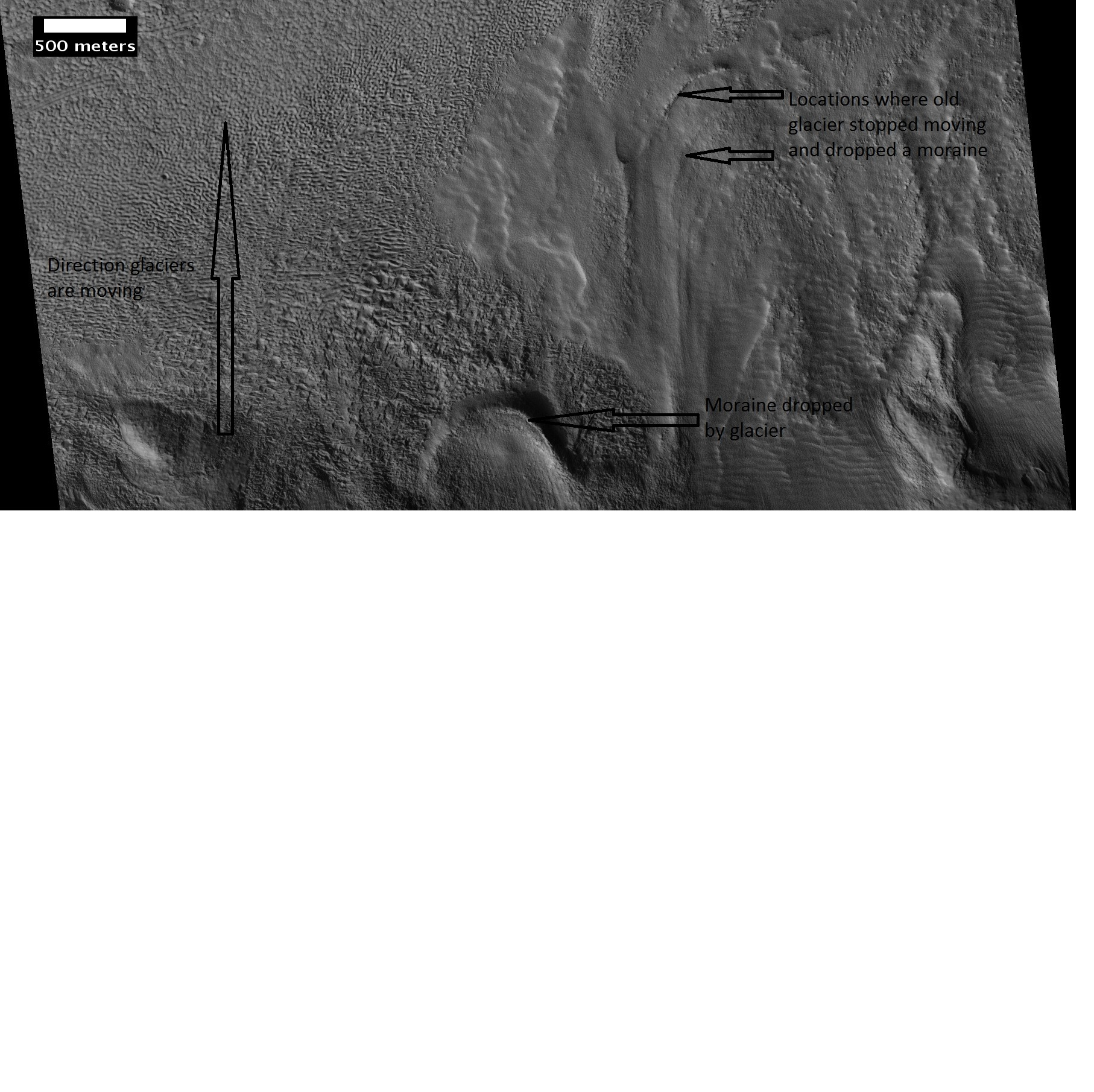
HiWish计划下高分辨率成像科学设备显示的伊斯墨诺斯湖区冰川遗迹。
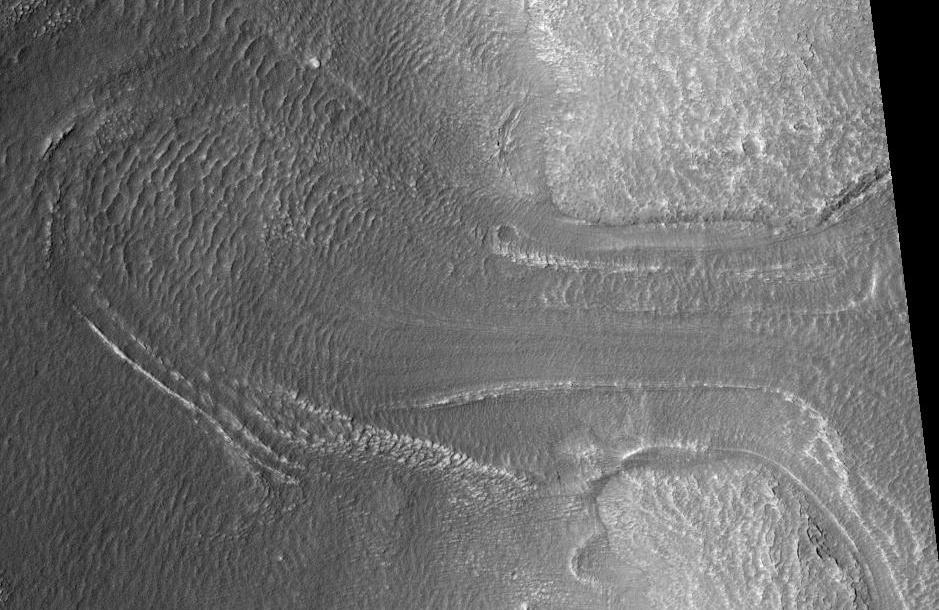
HiWish计划下高分辨率成像科学设备显示的可能冰川。雷达研究发现，它几乎完全由纯冰组成，似乎是从右侧高地（桌山）流下，地点为伊斯墨诺斯湖区。
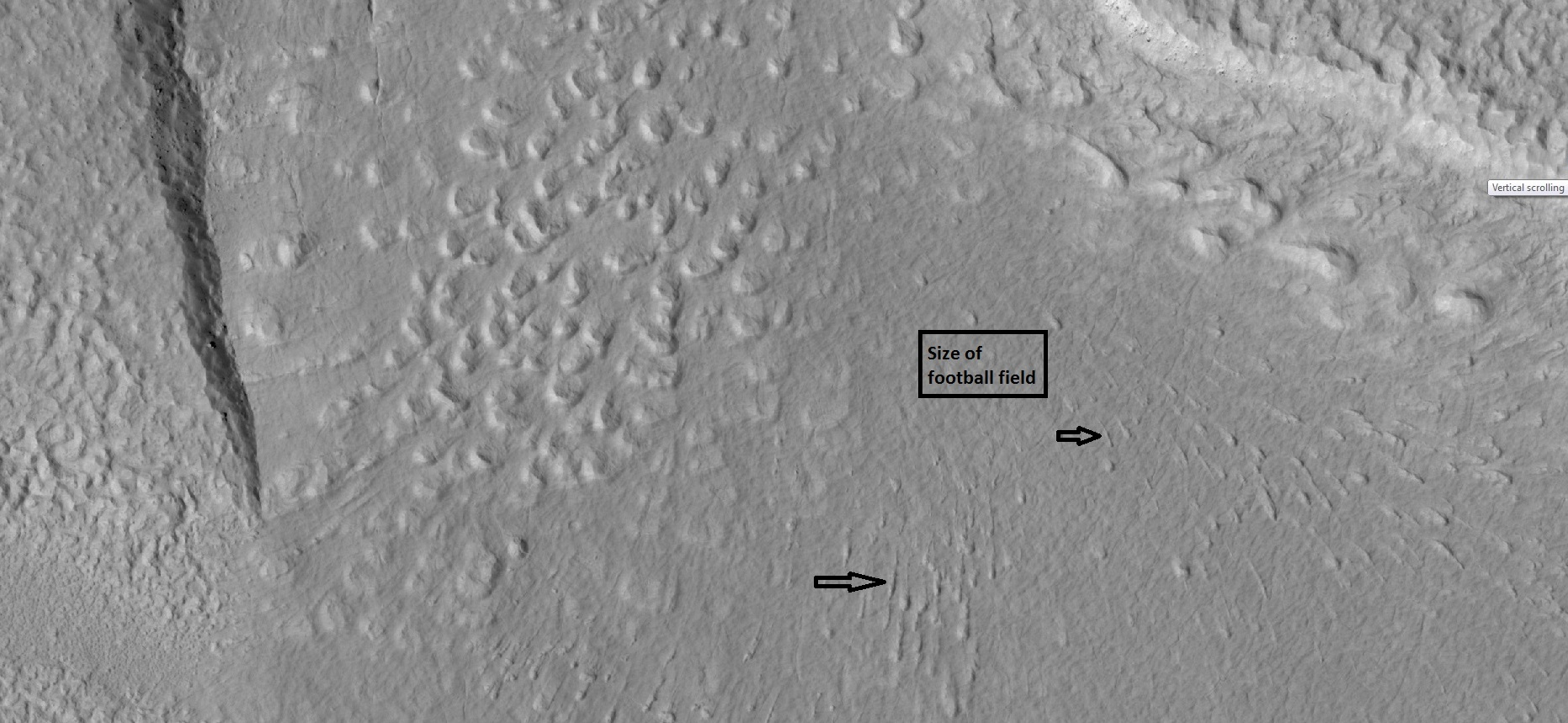
箭头指向可能在冰川下形成的鼓状丘，有些形状需要冰川下的液态水才能形成。HiWish计划下高分辨率成像科学设备拍摄于伊斯墨诺斯湖区。
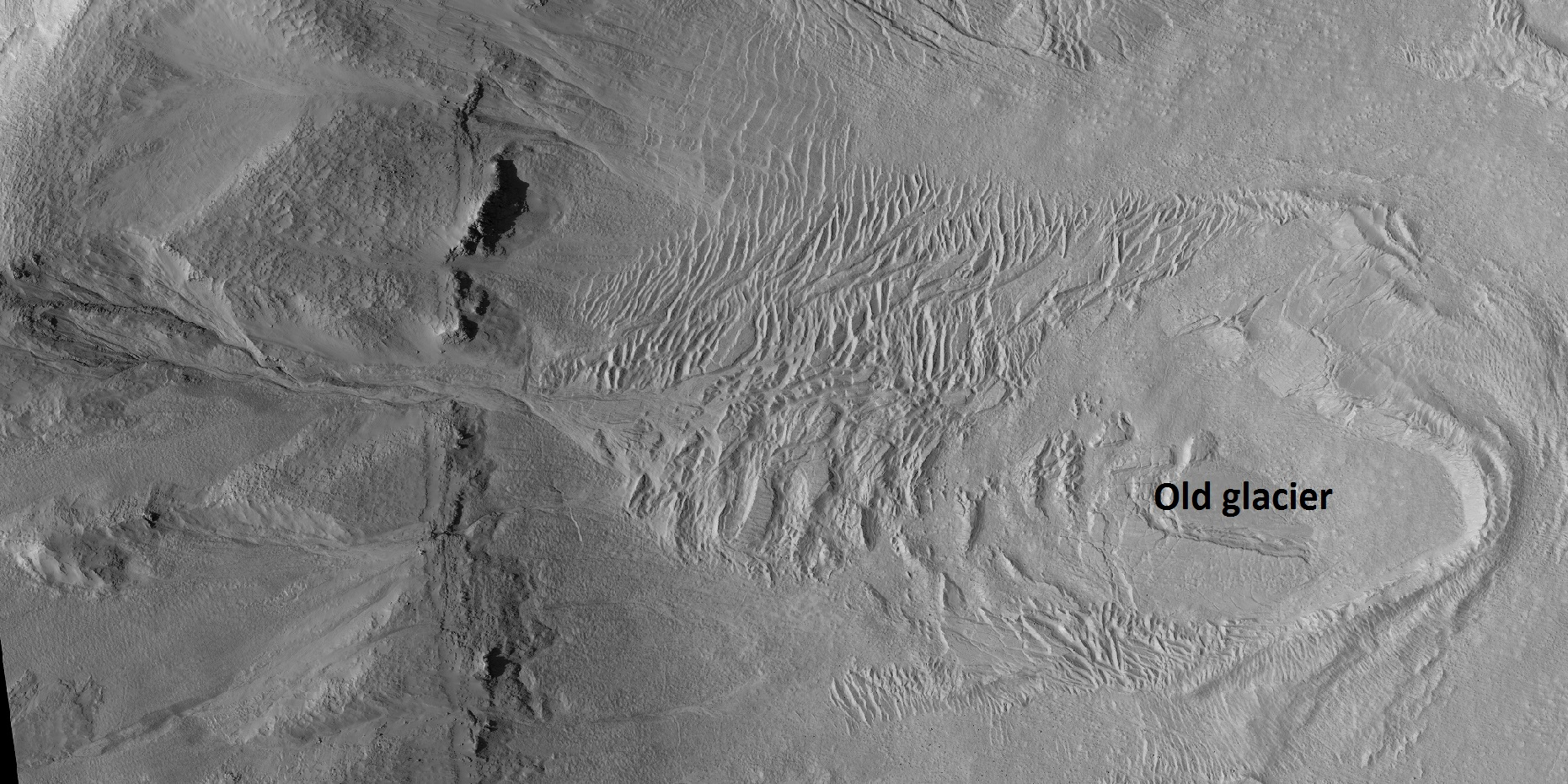
HiWish计划下高分辨率成像科学设备显示的卡西乌斯区一座陨坑底部的冰川，冰川上的裂缝可能是冰隙。陨石坑坑壁上还分布有一系列的冲沟。
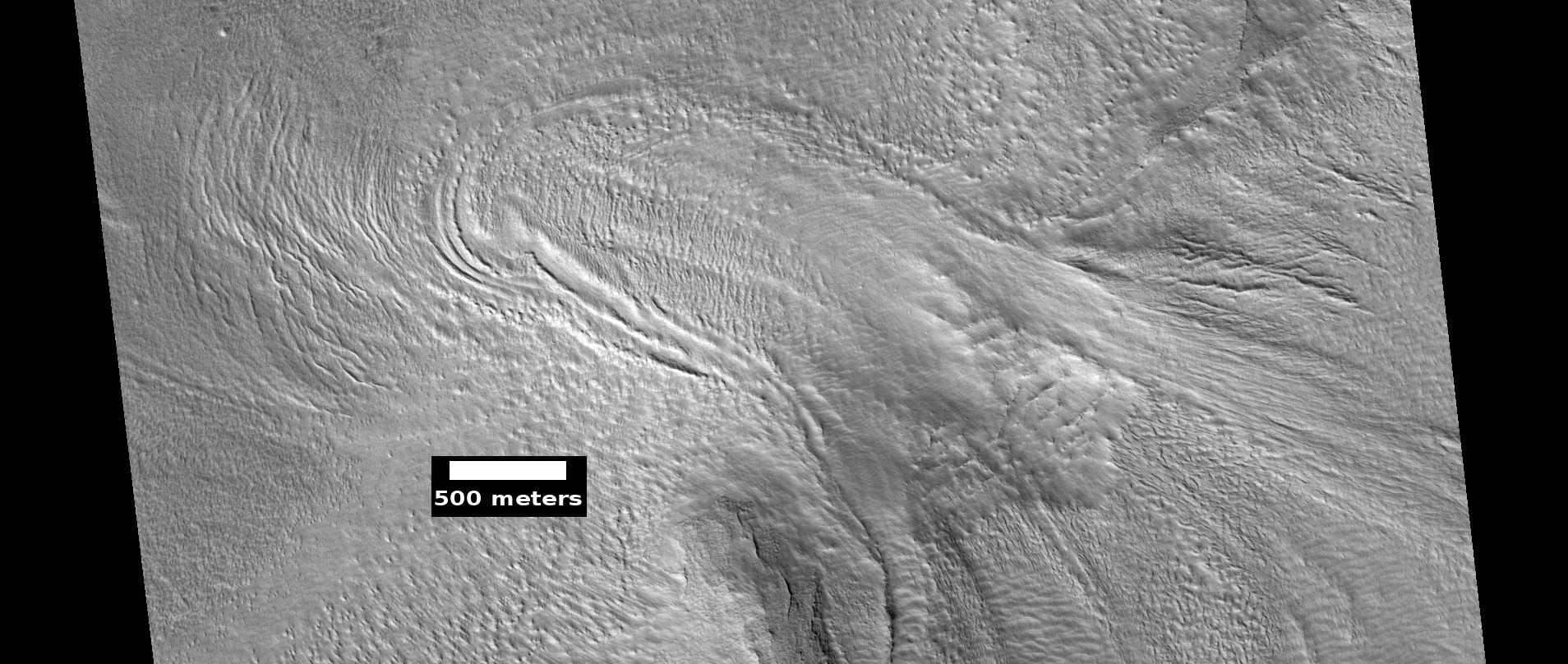
HiWish计划下高分辨率成像科学设备显示的卡西乌斯区冰川。
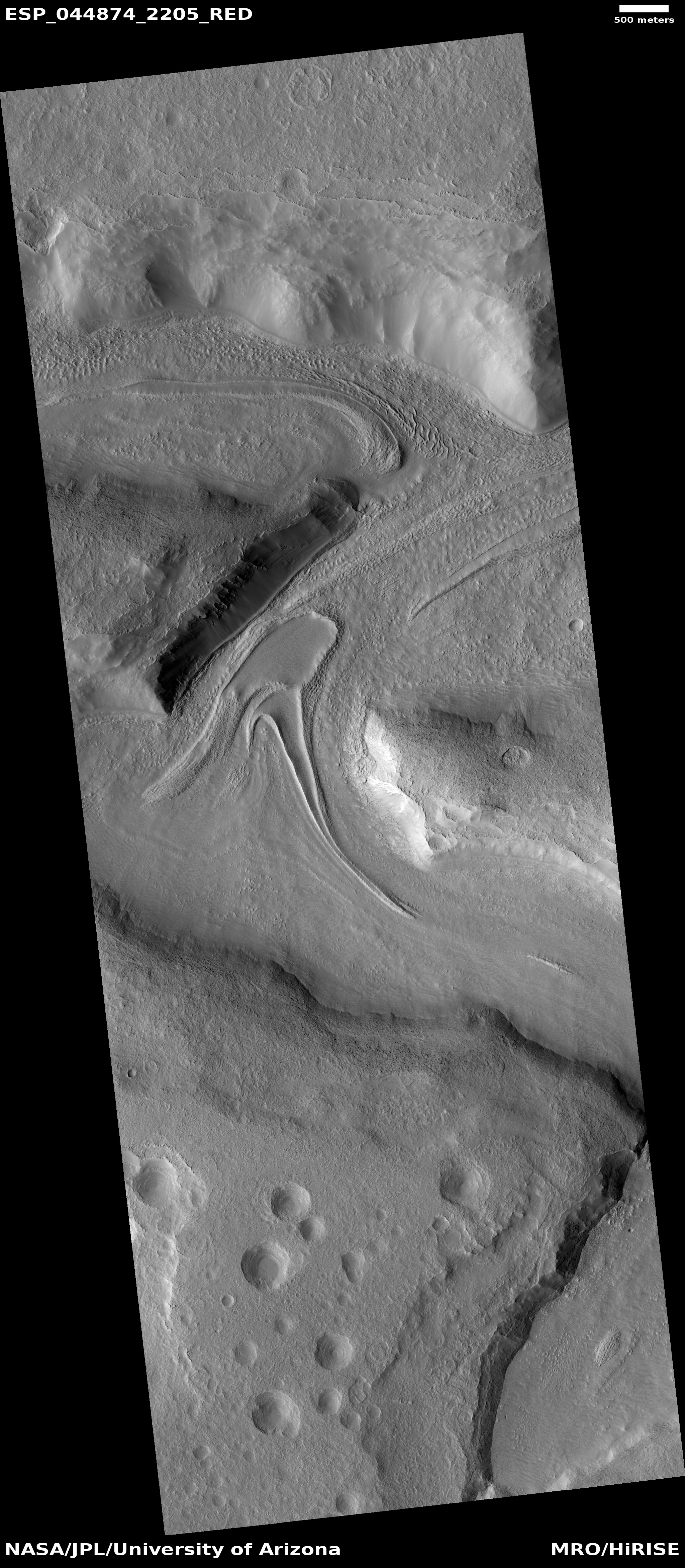
HiWish计划下高分辨率成像科学设备在伊斯墨诺斯湖区观察到两道不同山谷中移动的冰川。
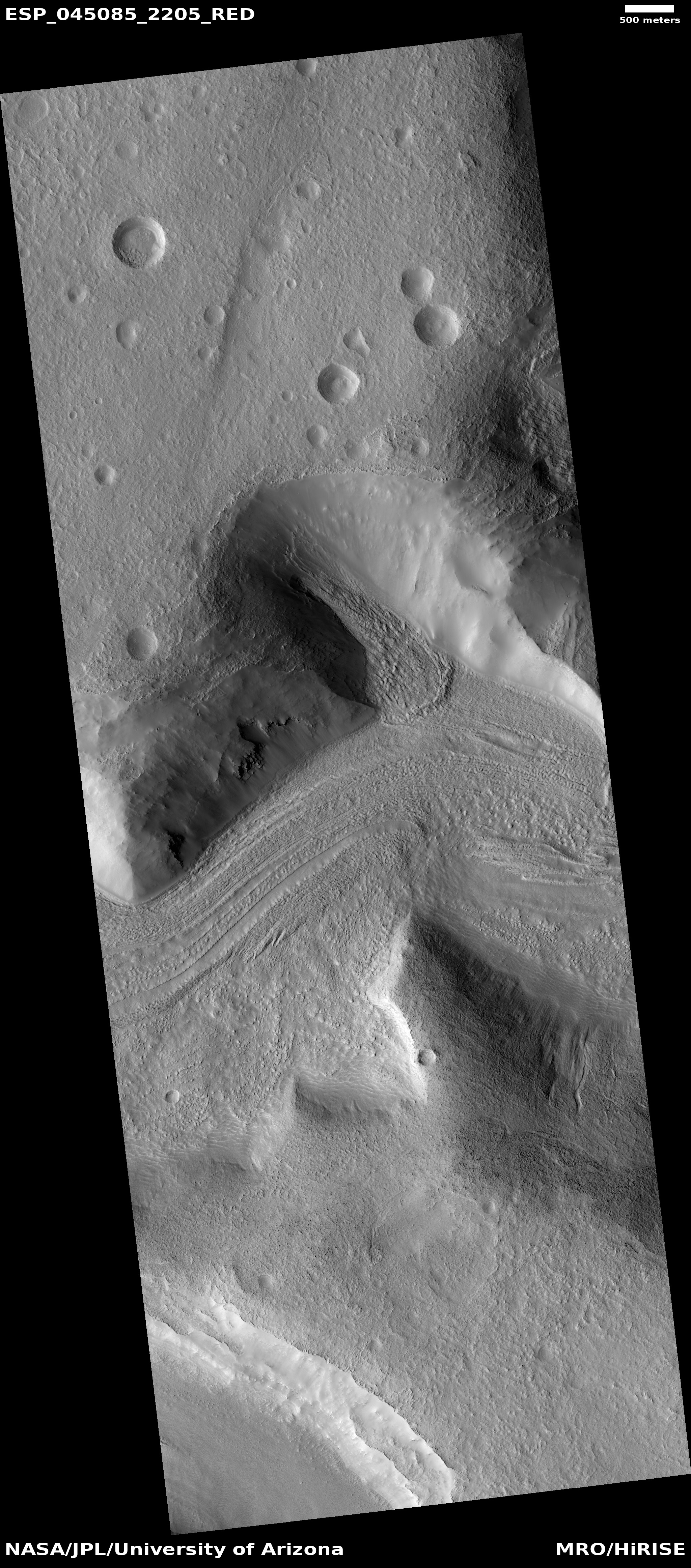
伊斯墨诺斯湖区沿山谷移动的流体。
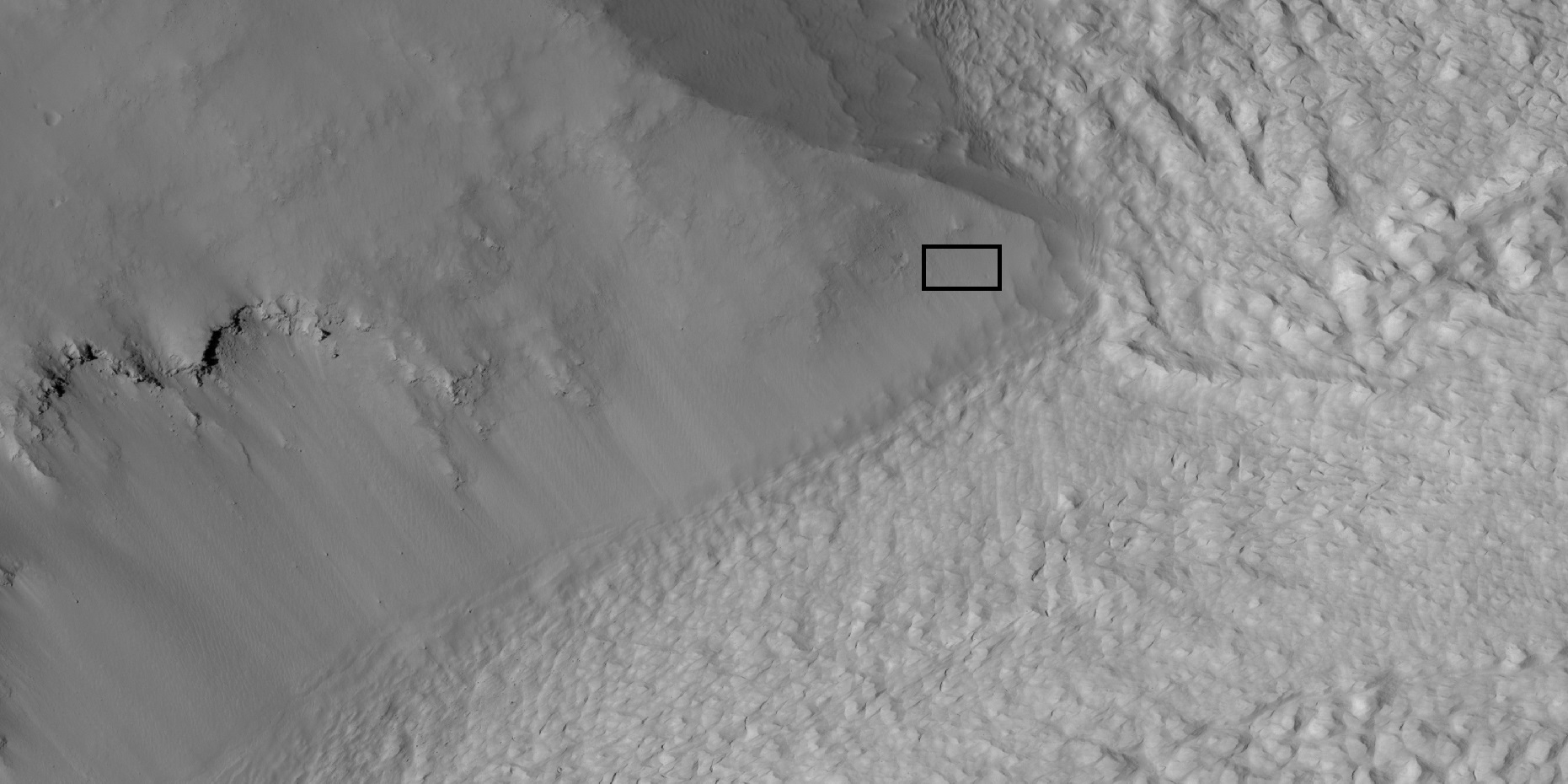
伊斯墨诺斯湖区部分冰川近景，方框显示了足球场大小的区域。
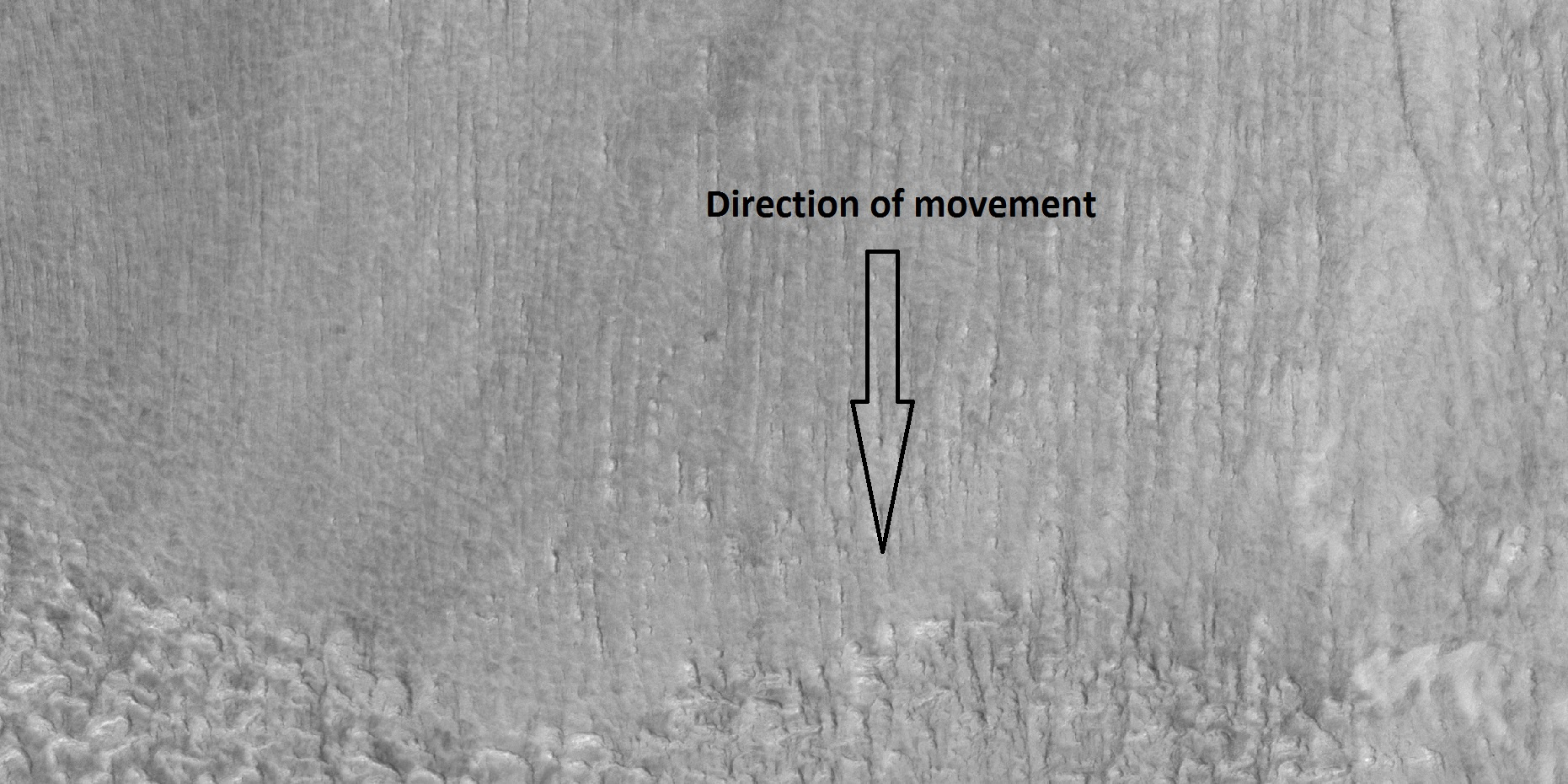
HiWish计划下高分辨率成像科学设备观察到的冰川运动所造成的沟槽。
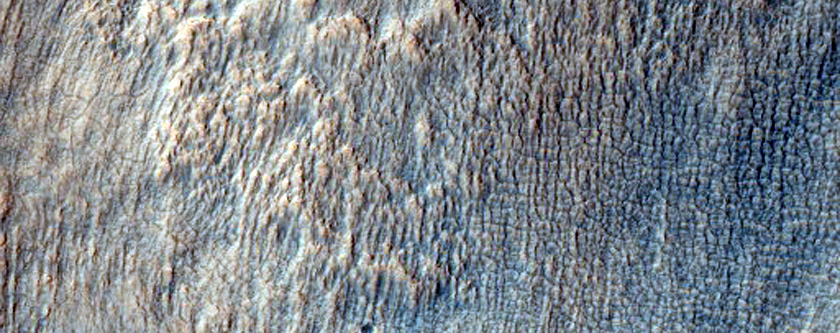
HiWish计划下高分辨率成像科学设备显示的多边形结构在富冰地表很常见。

## 另请查看
- 火星气候
- 都特罗尼勒斯桌山群
- 锐蚀地形
- 火星地质
- 冰川
- 伊斯墨诺斯湖区
- 线状谷底沉积
- 火星分界
- 尼罗瑟提斯桌山群
- 普罗敦尼勒斯桌山群
- 塔尔西斯区
- 火星水文